# Biserica romano-catolică din Copșa Mică
Biserica romano-catolică din Copșa Mică este un monument istoric situat în orașul Copșa Mică, județul Sibiu. Hramul bisericii este „Înălțarea Domnului”, sărbătorit la 40 de zile după Paști.

## Localitatea
Copșa Mică (în maghiară Kiskapus, în traducere „Poarta Mică”, în dialectul săsesc Klîkôpeš, Kopeš, Kli-Kopesch, în germană Klein-Kopisch, Kleinkopisch) este un oraș în județul Sibiu, Transilvania, România. Aici au conviețuit de-a lungul secolelor maghiari, sași și români. 

## Istoric și trăsături
Din anul 1289 datează mențiunea documentară a preotului paroh Dietrich de villa Kapus, care se referă probabil la Copșa Mică, însă se poate referi și la Biserica fortificată din Copșa Mare. Parohul Nicolaus, atestat în 1415, se referă cu siguranță la Copșa Mică.
În timpul Reformei protestante credincioșii maghiari din Copșa Mică au adoptat Confesiunea de la Augsburg, așa încât biserica medievală din Copșa Mică a devenit luterană. În anii 1760, după intrarea Principatului Transilvaniei în componența Monarhiei Habsburgice, mulți luterani maghiari din Copșa Mică s-au întors la credința catolică, iar în 1772 au încercat să recupereze vechea biserică, pe care o foloseau în comun cu luteranii. Din cauza acestui conflict s-a format un comitet mixt care a decis în 1773 înapoierea bisericii medievale luteranilor. Catolicii și-au construit propria biserică în 1779, anul reînființării parohiei romano-catolice.

## Imagini din exterior

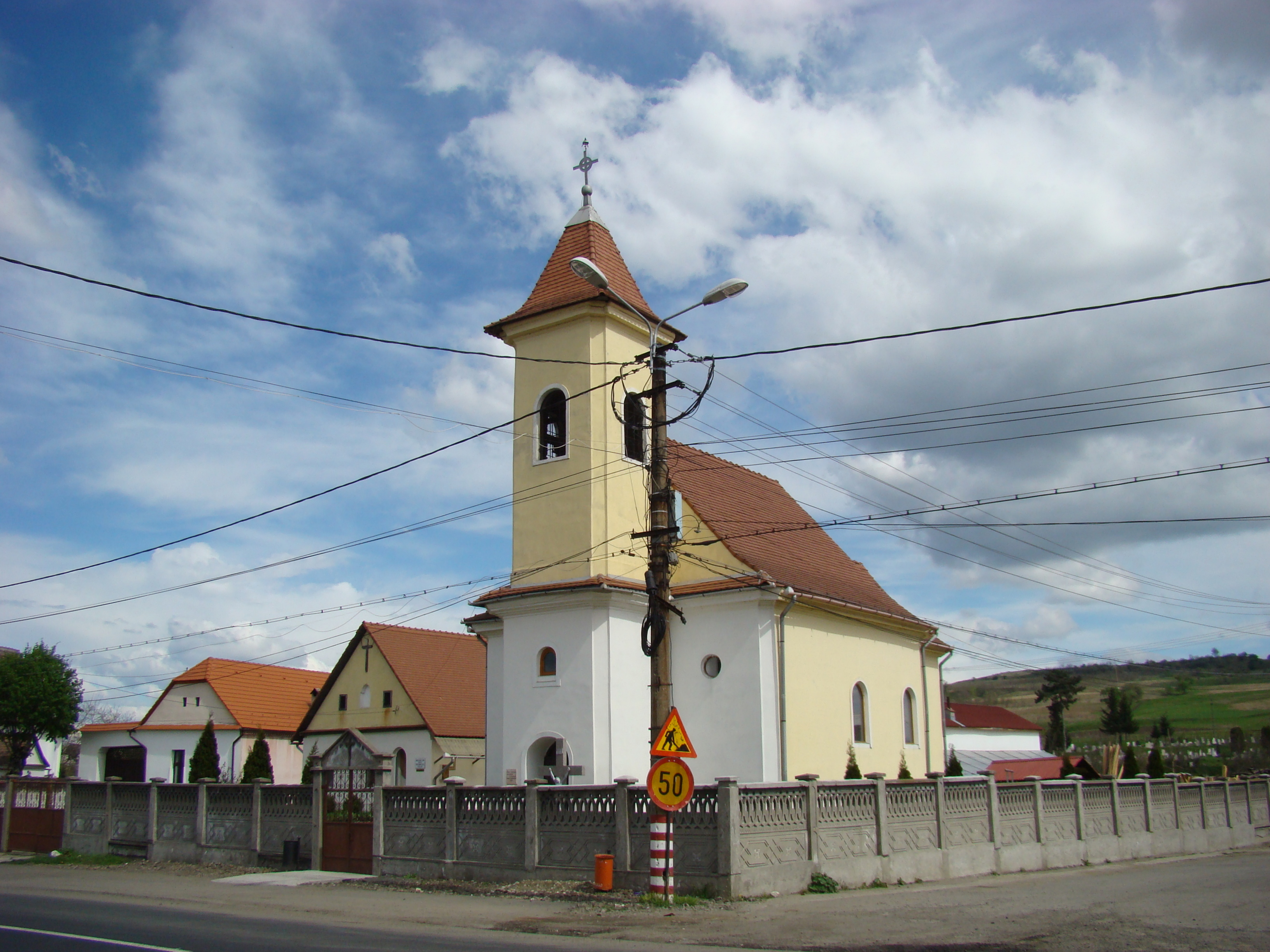
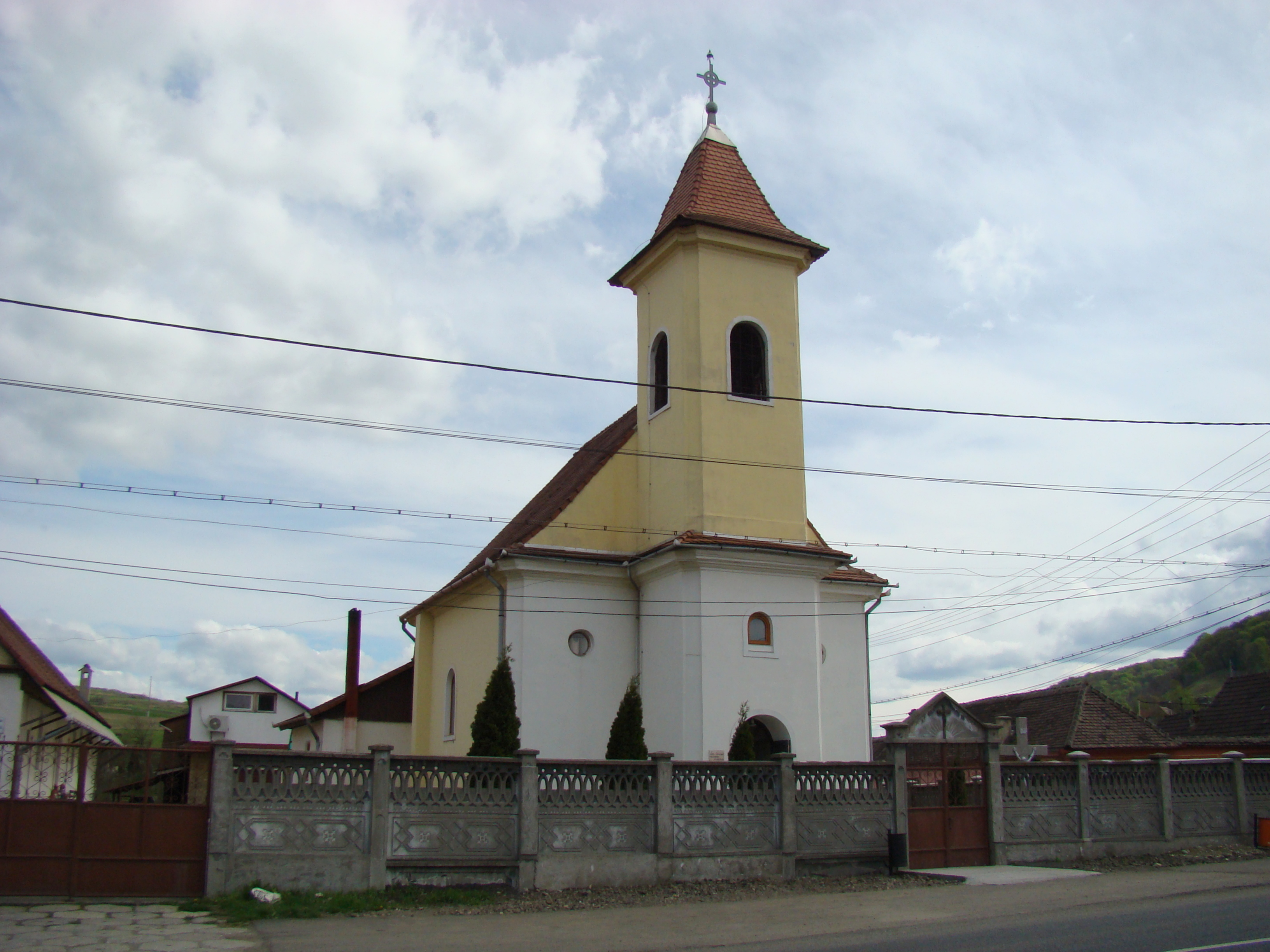
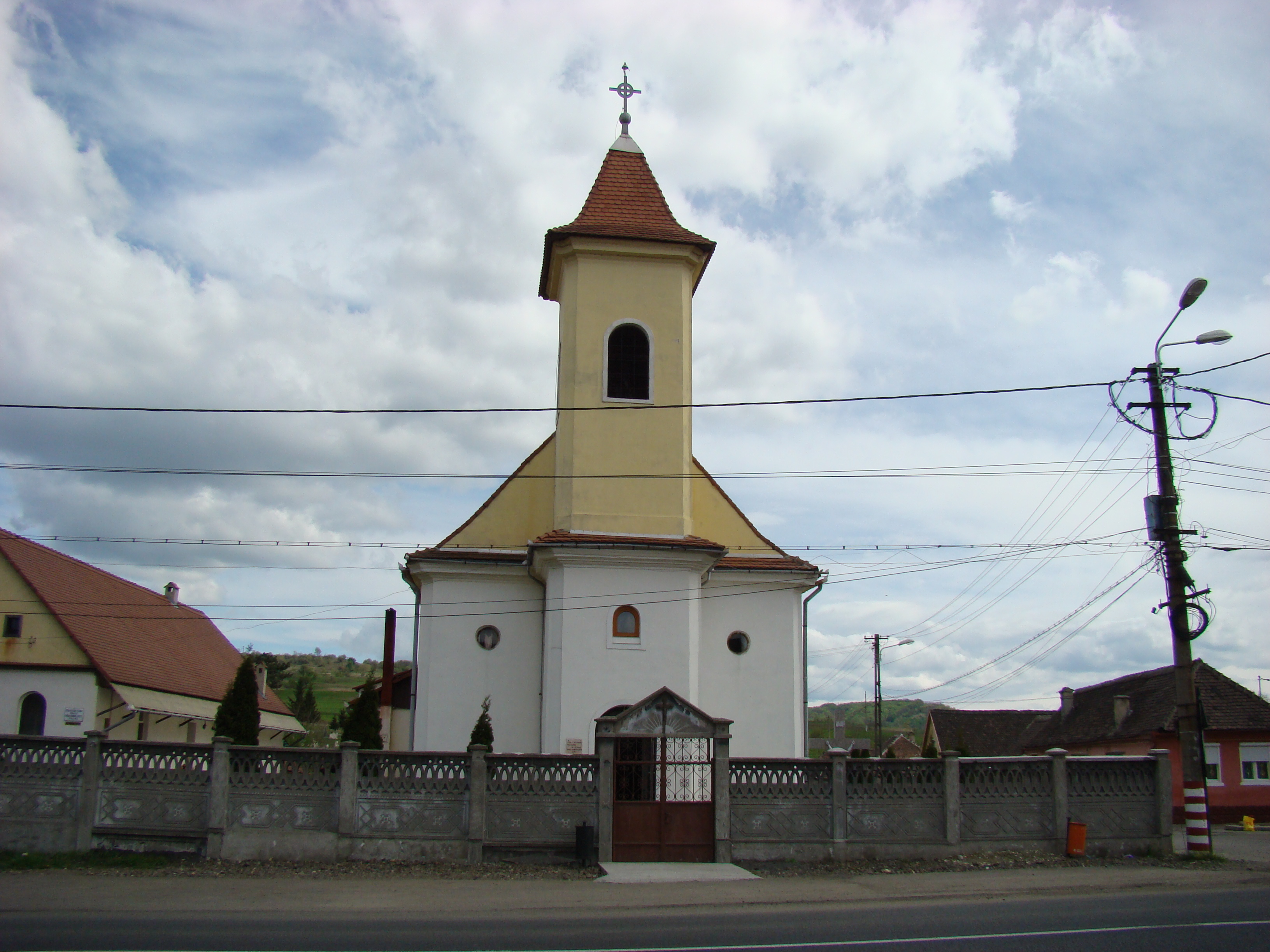
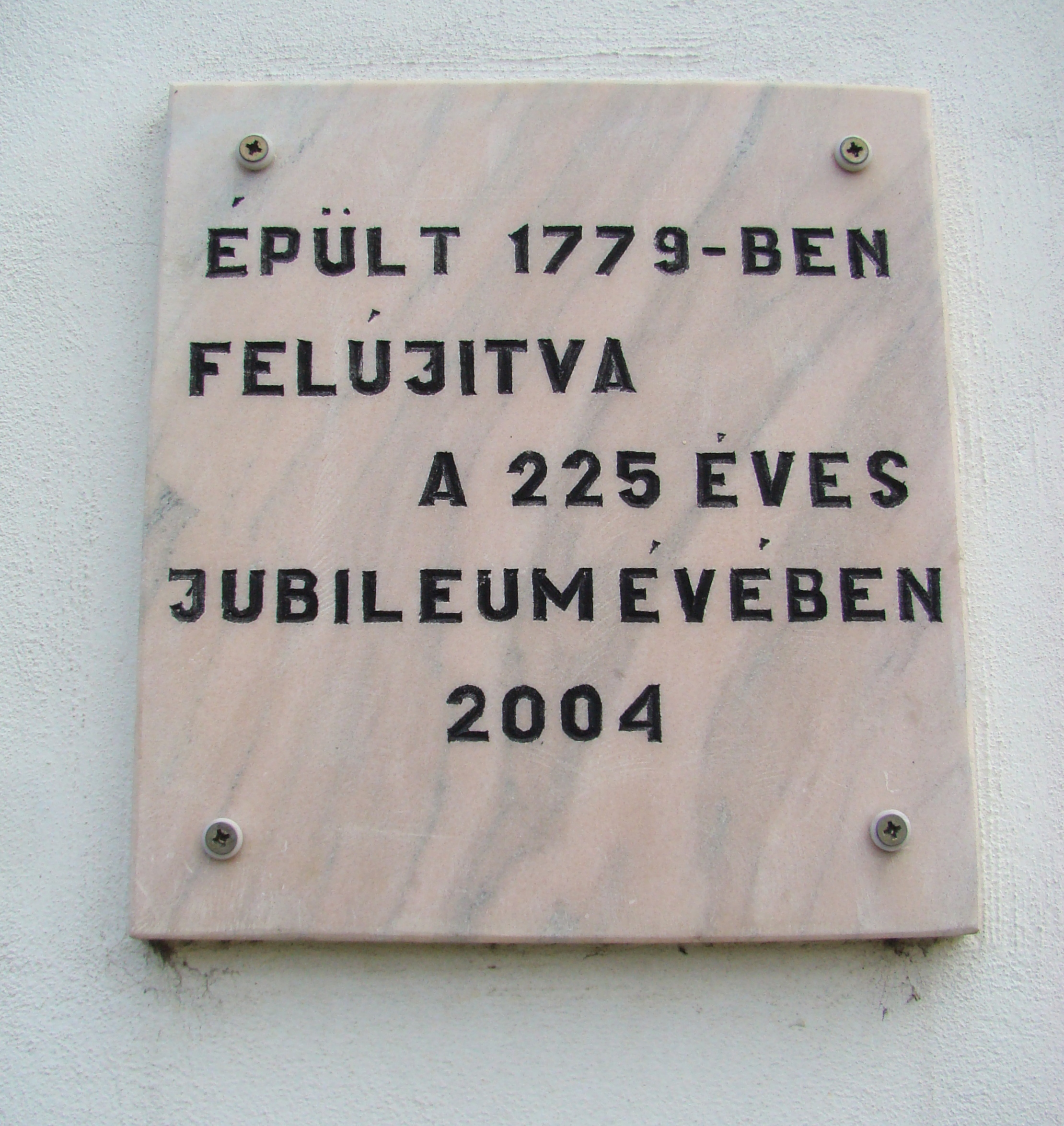
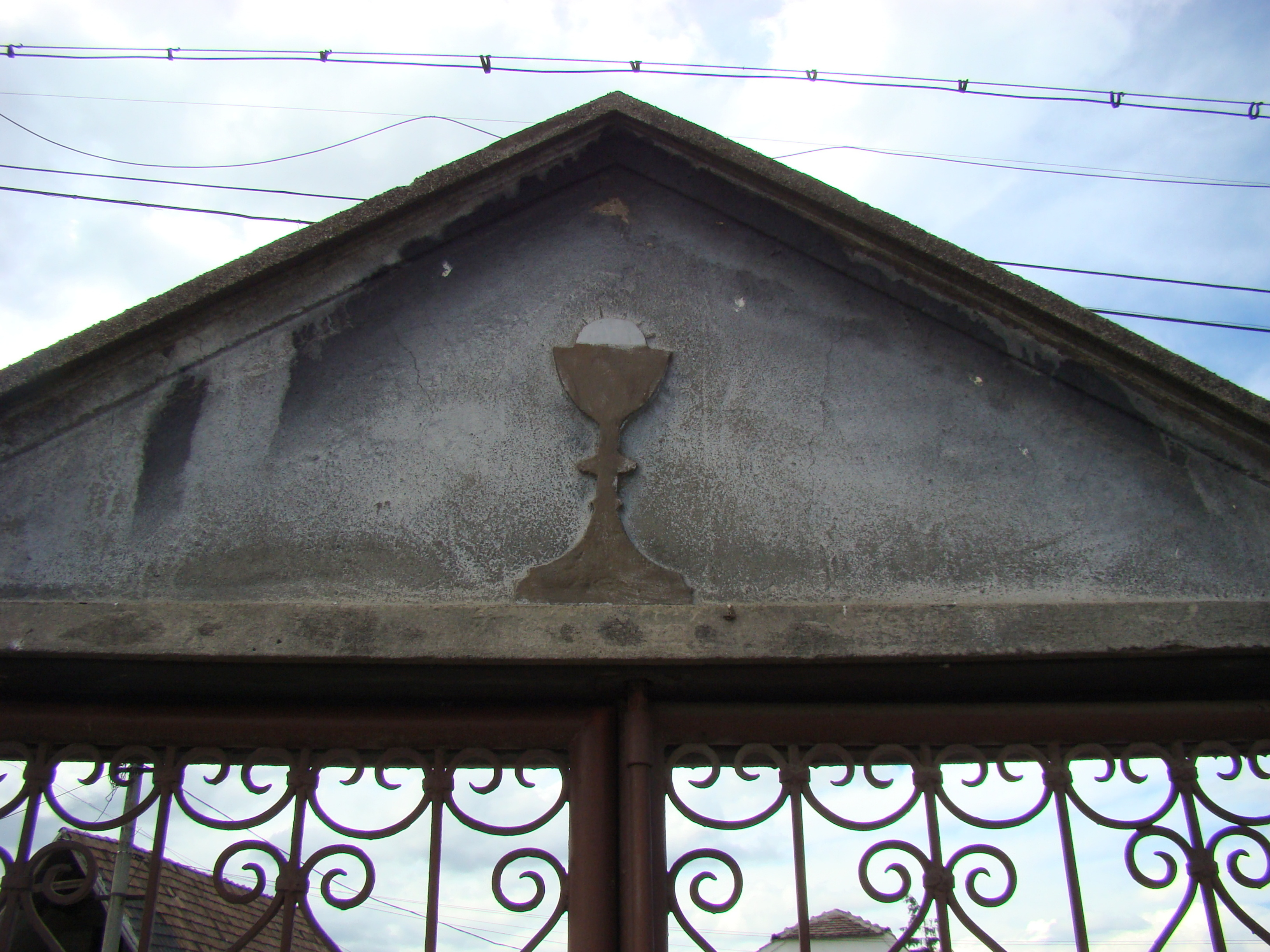
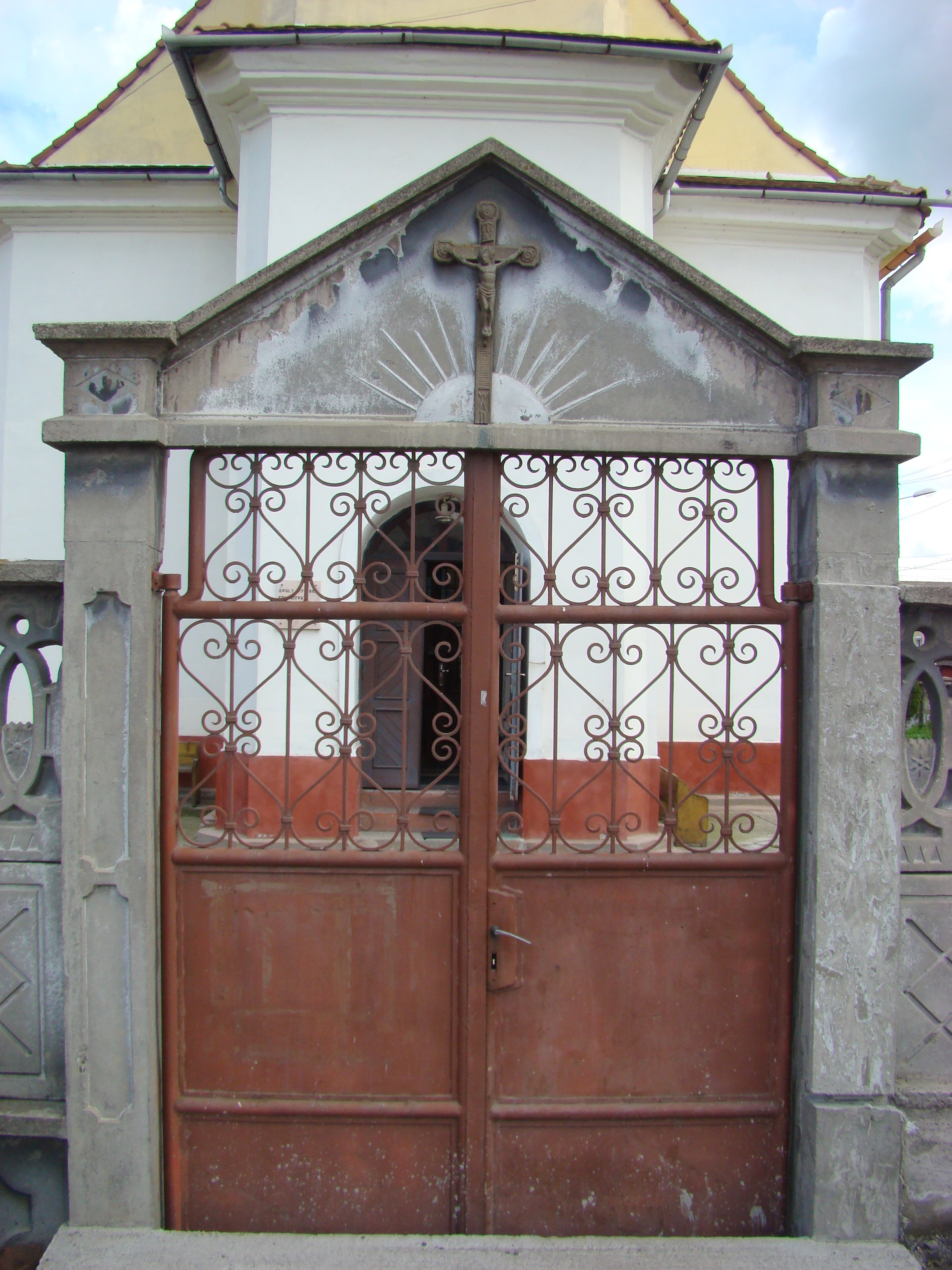
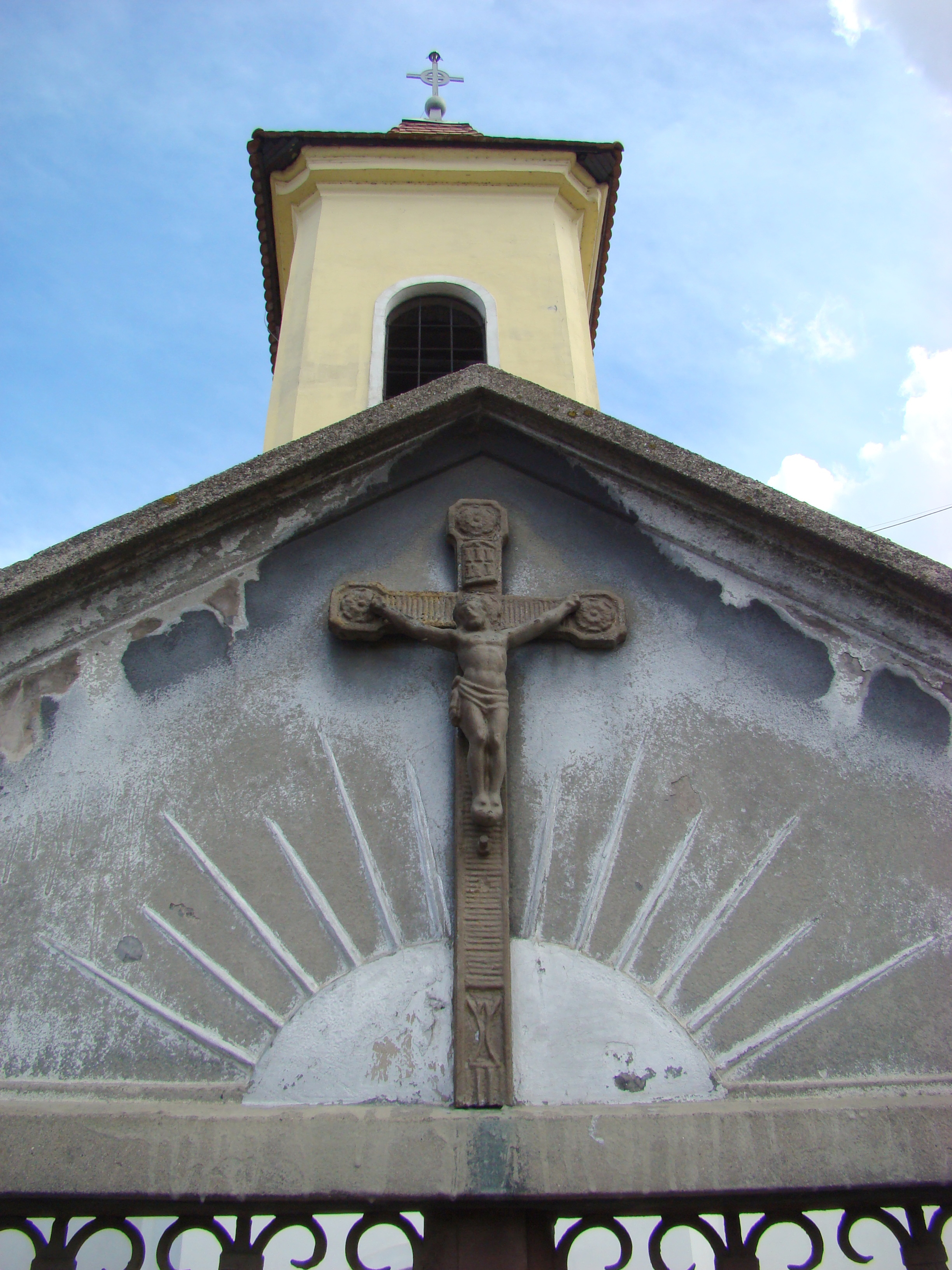
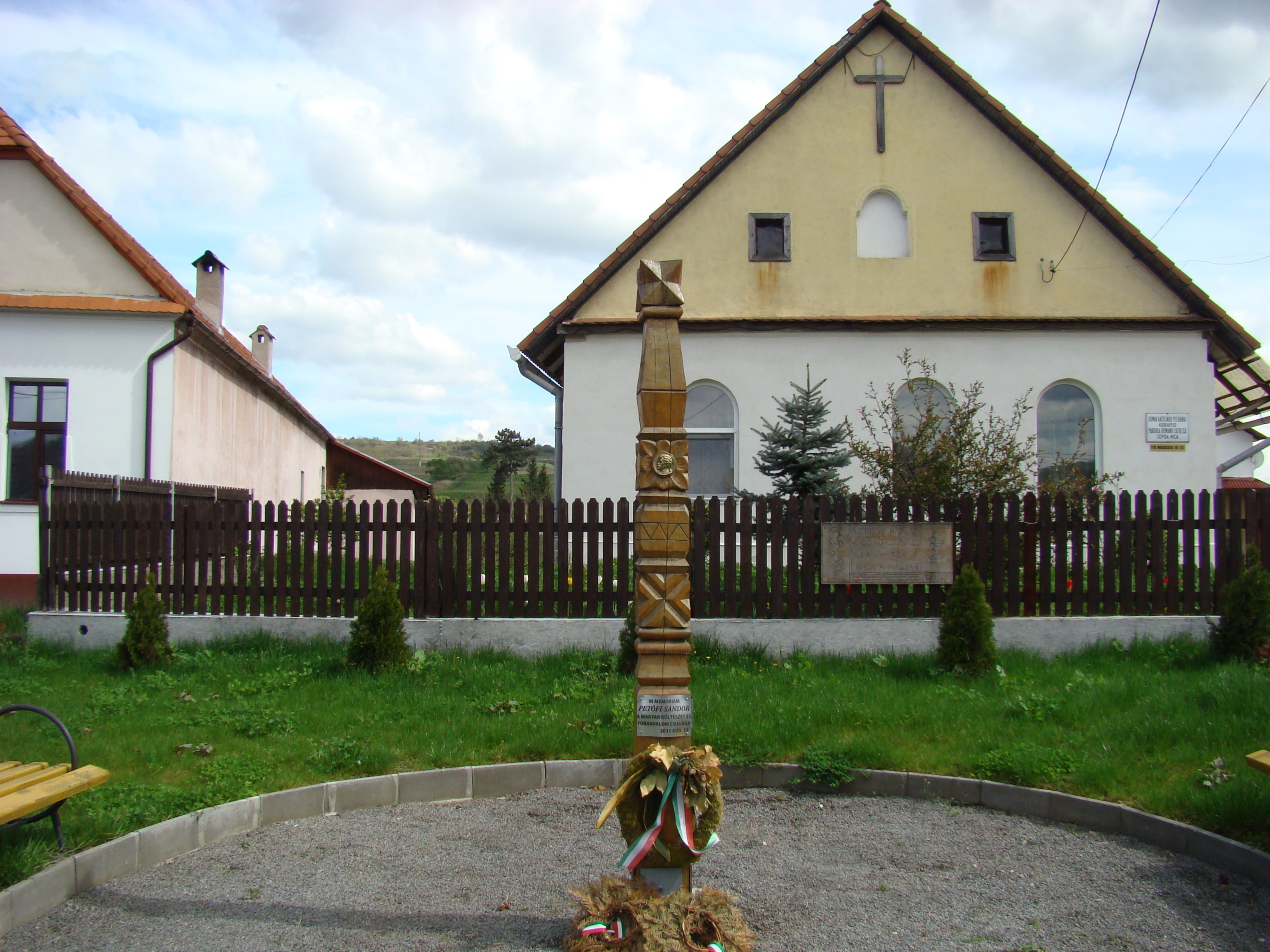
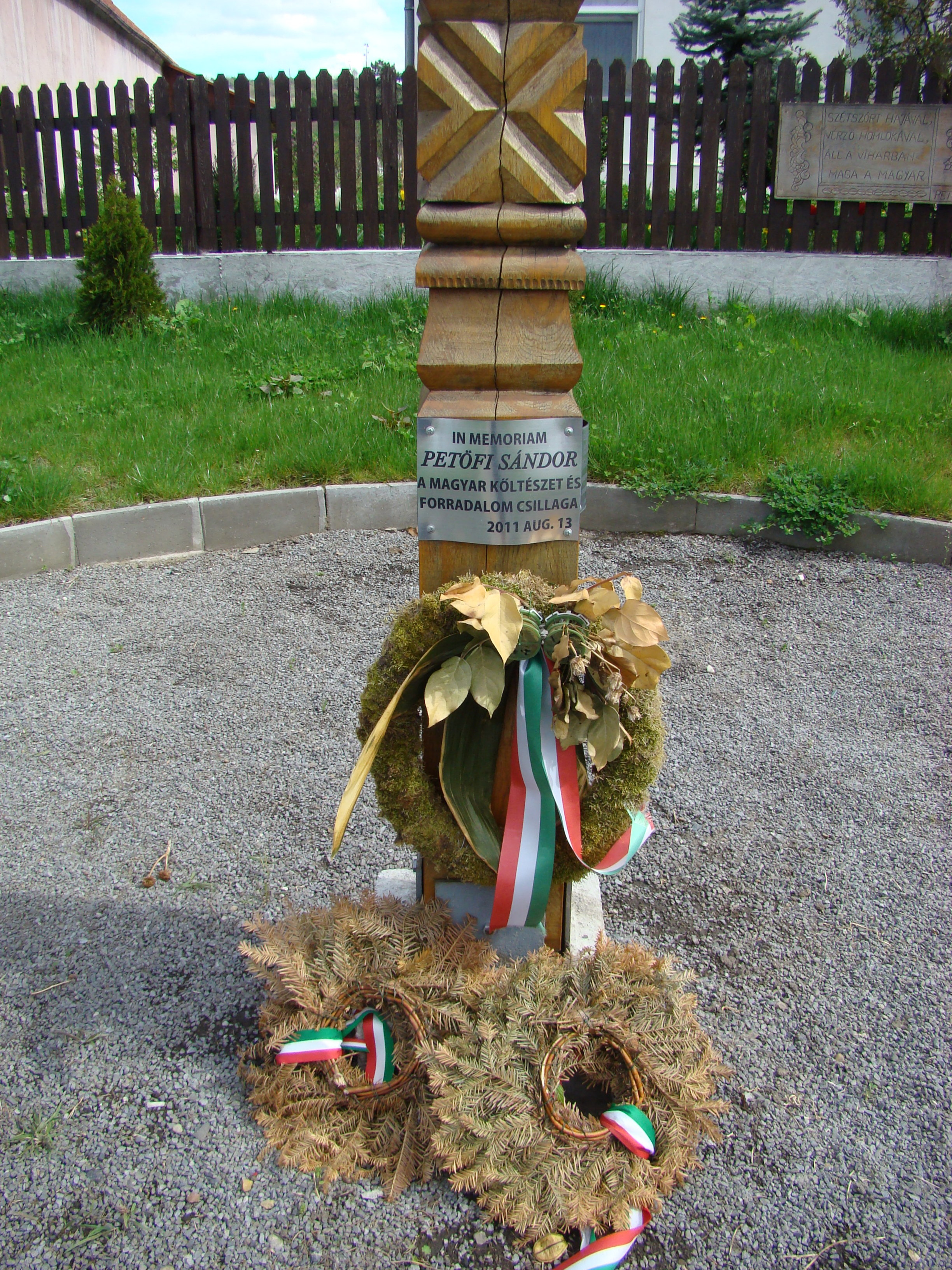
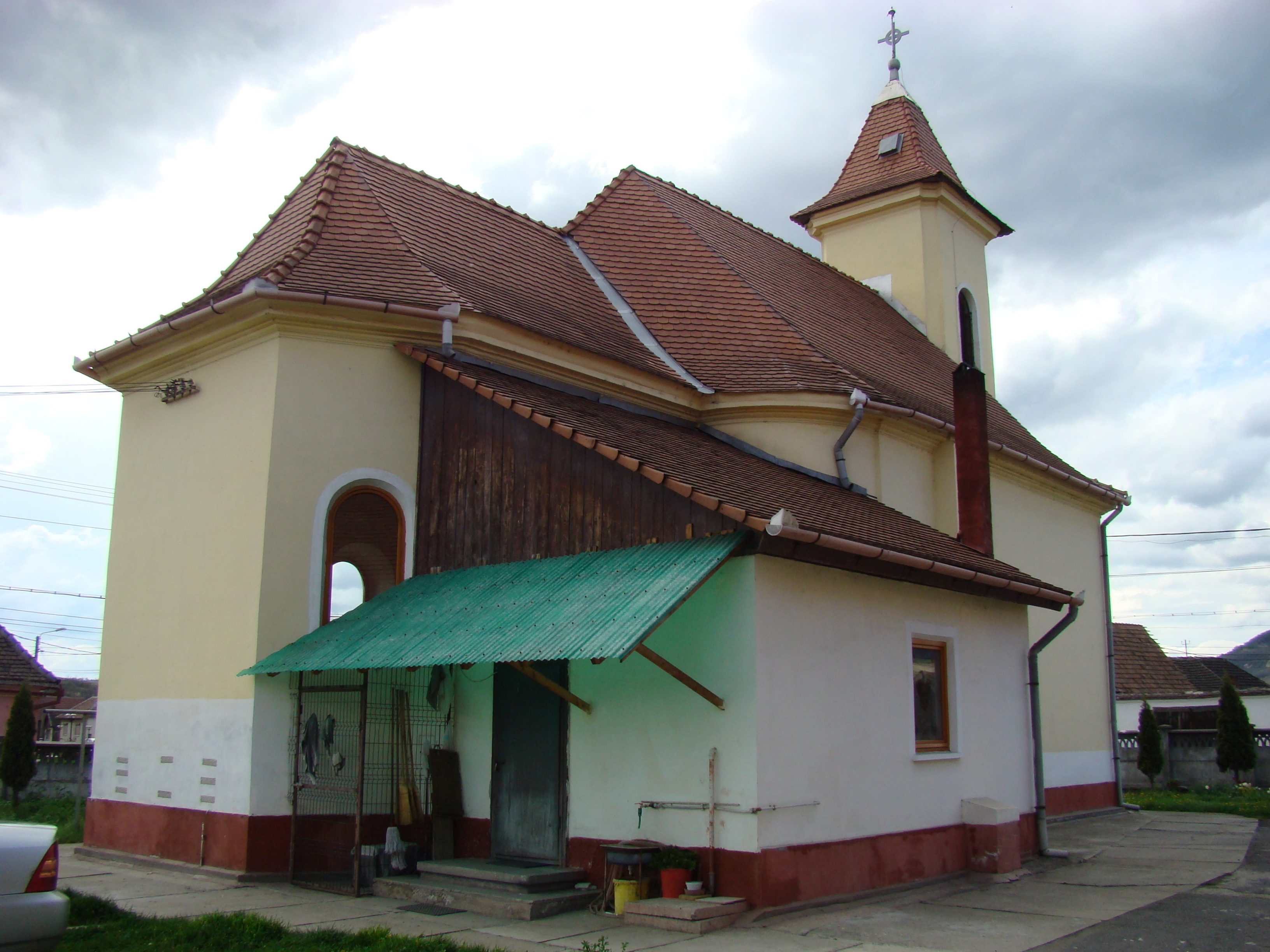
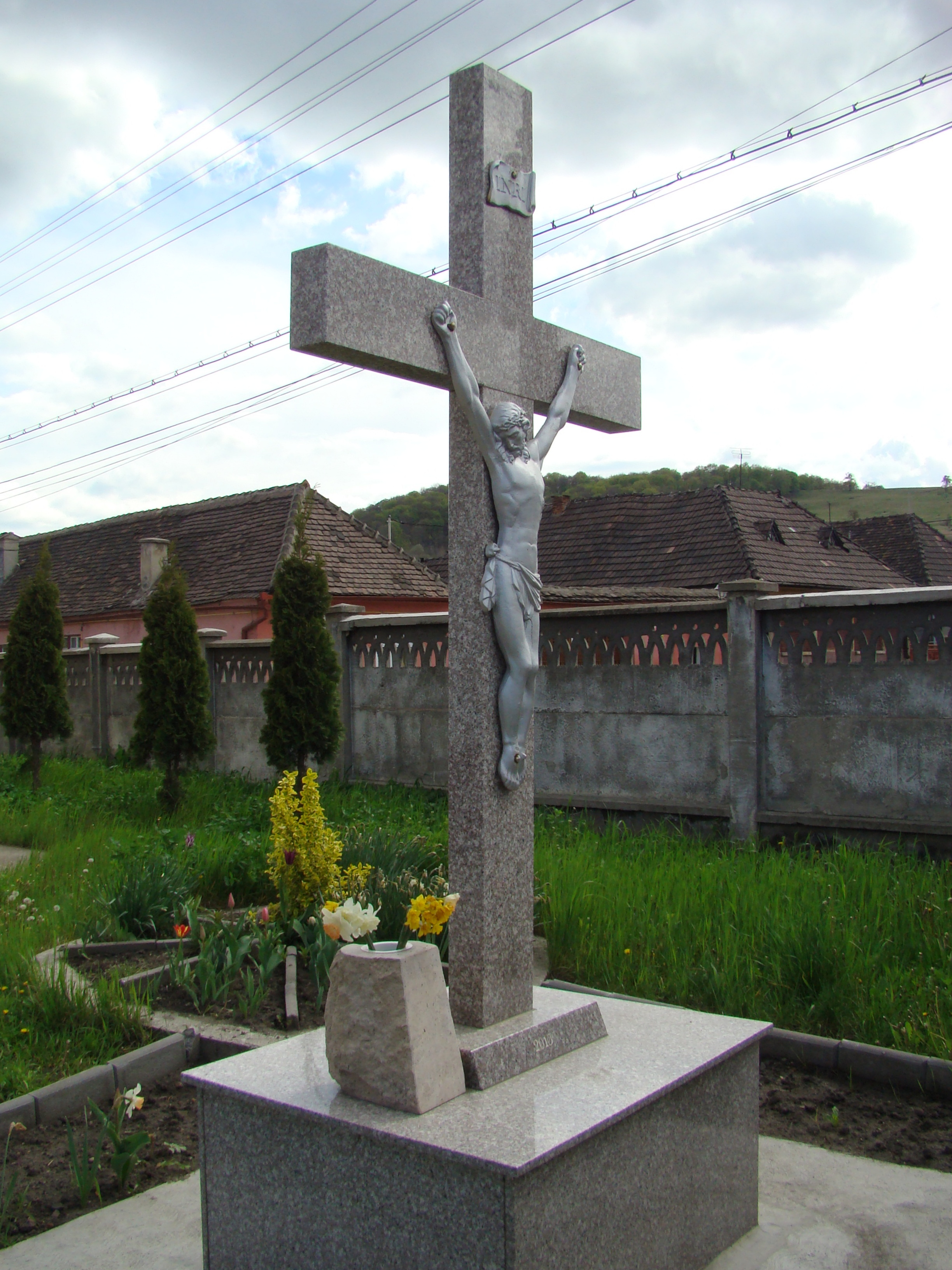
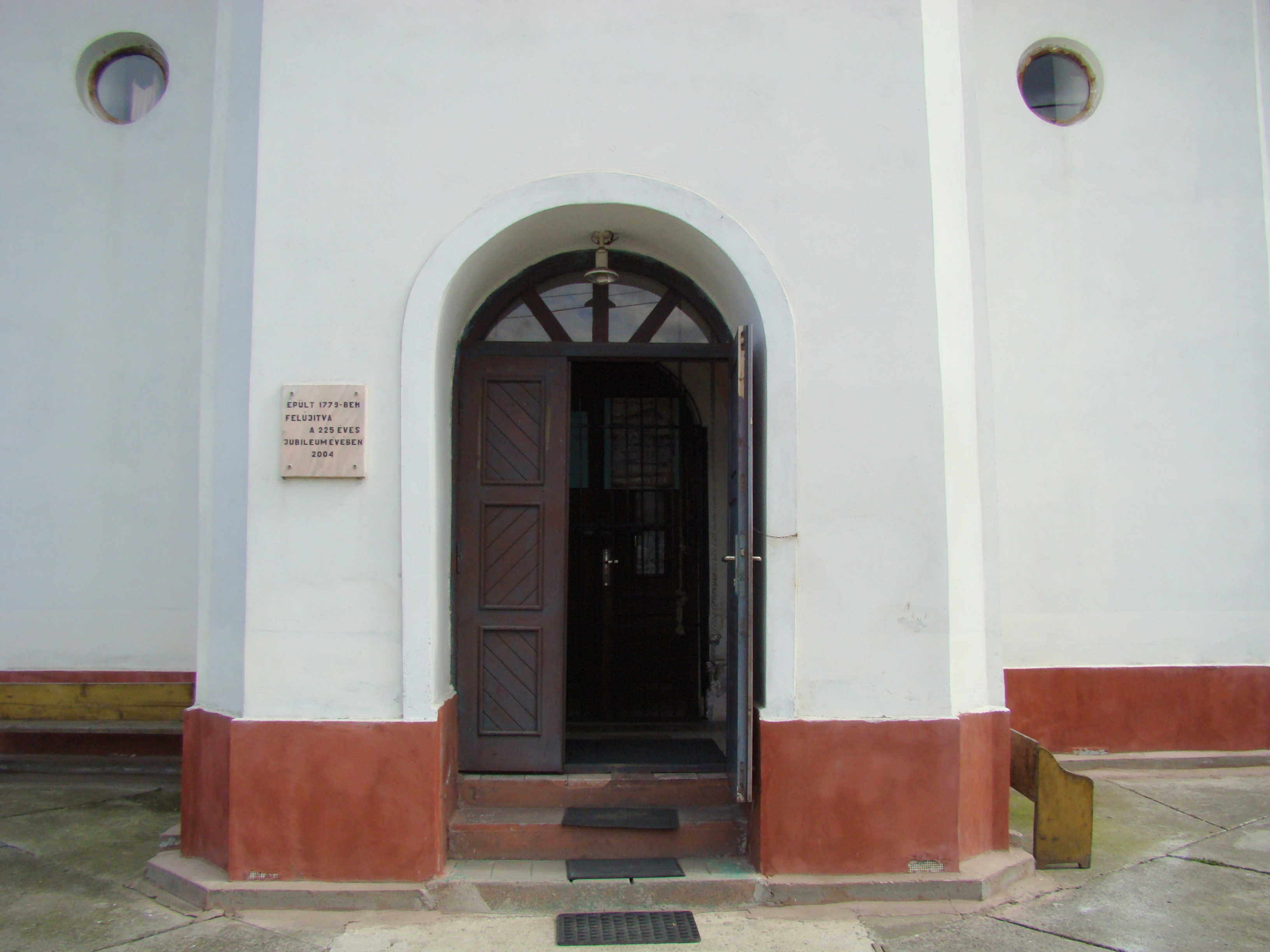
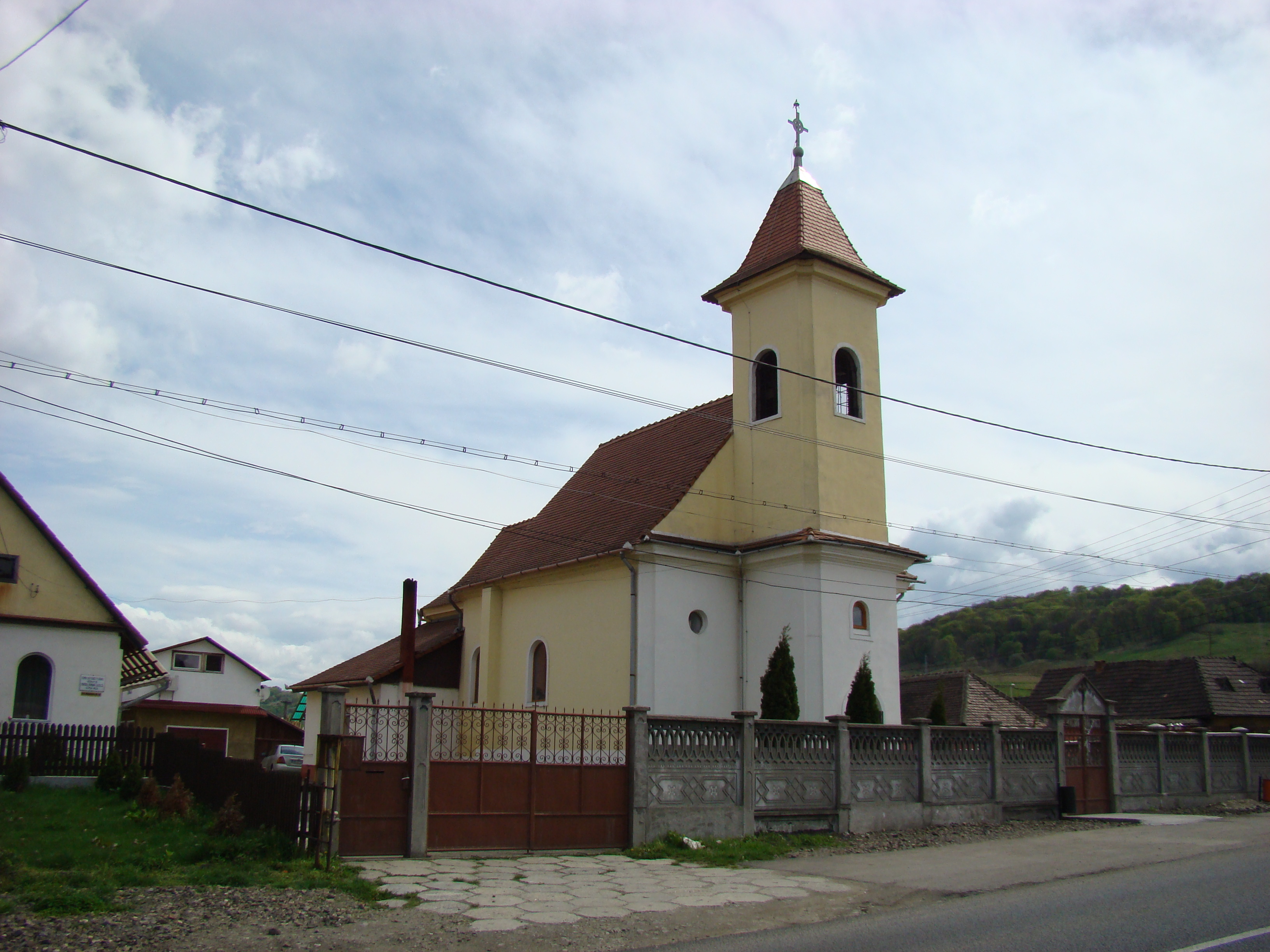
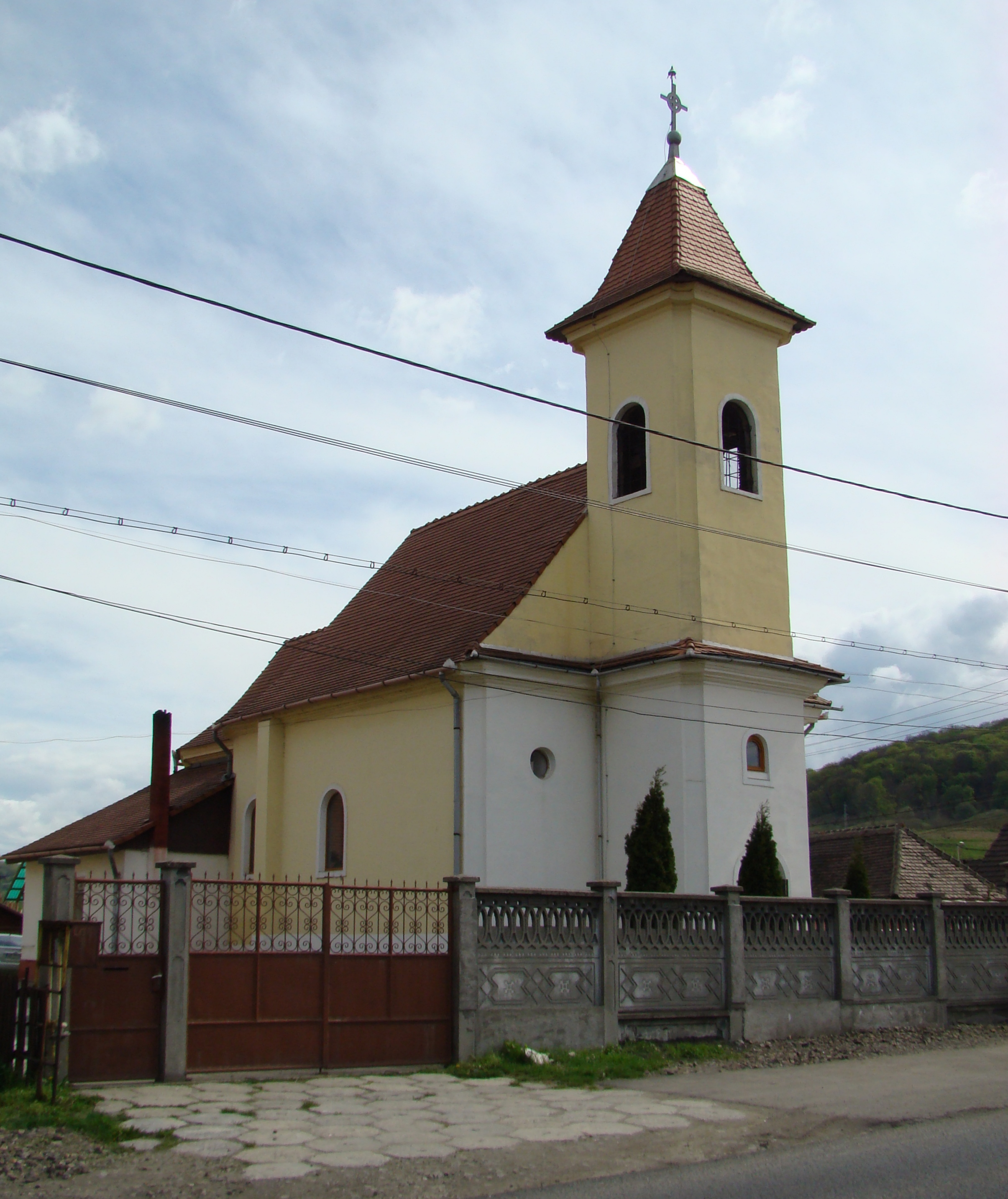
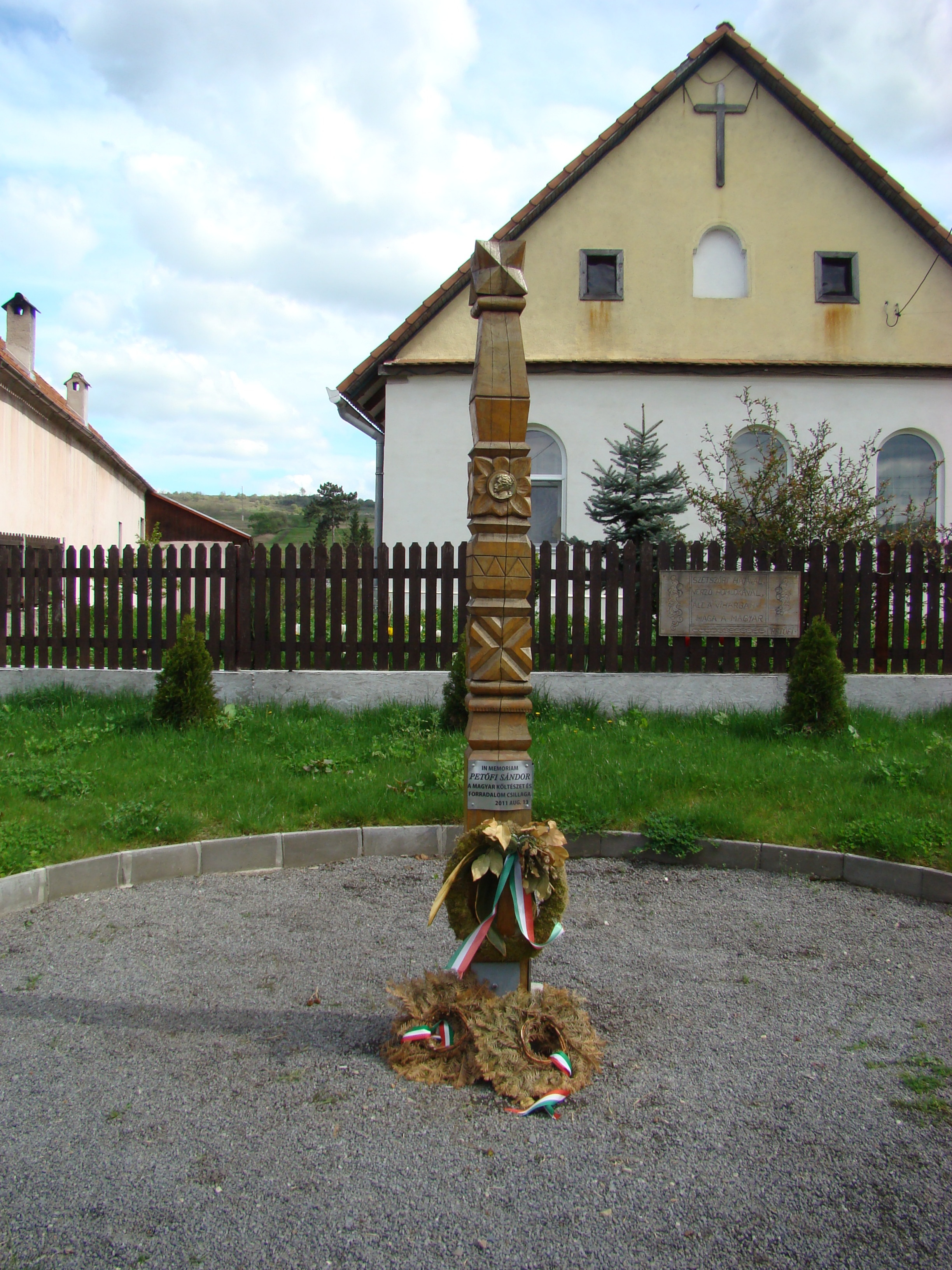
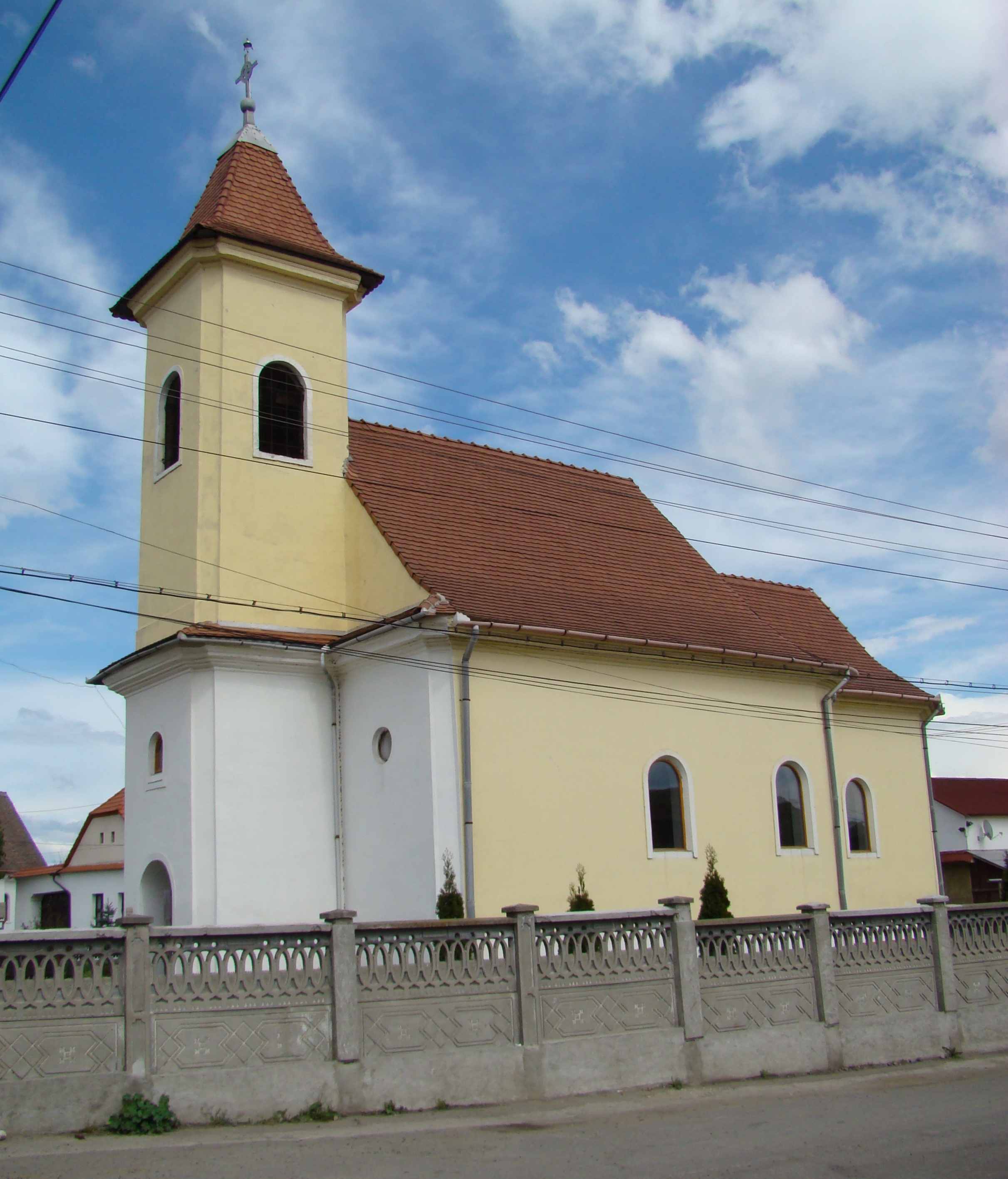
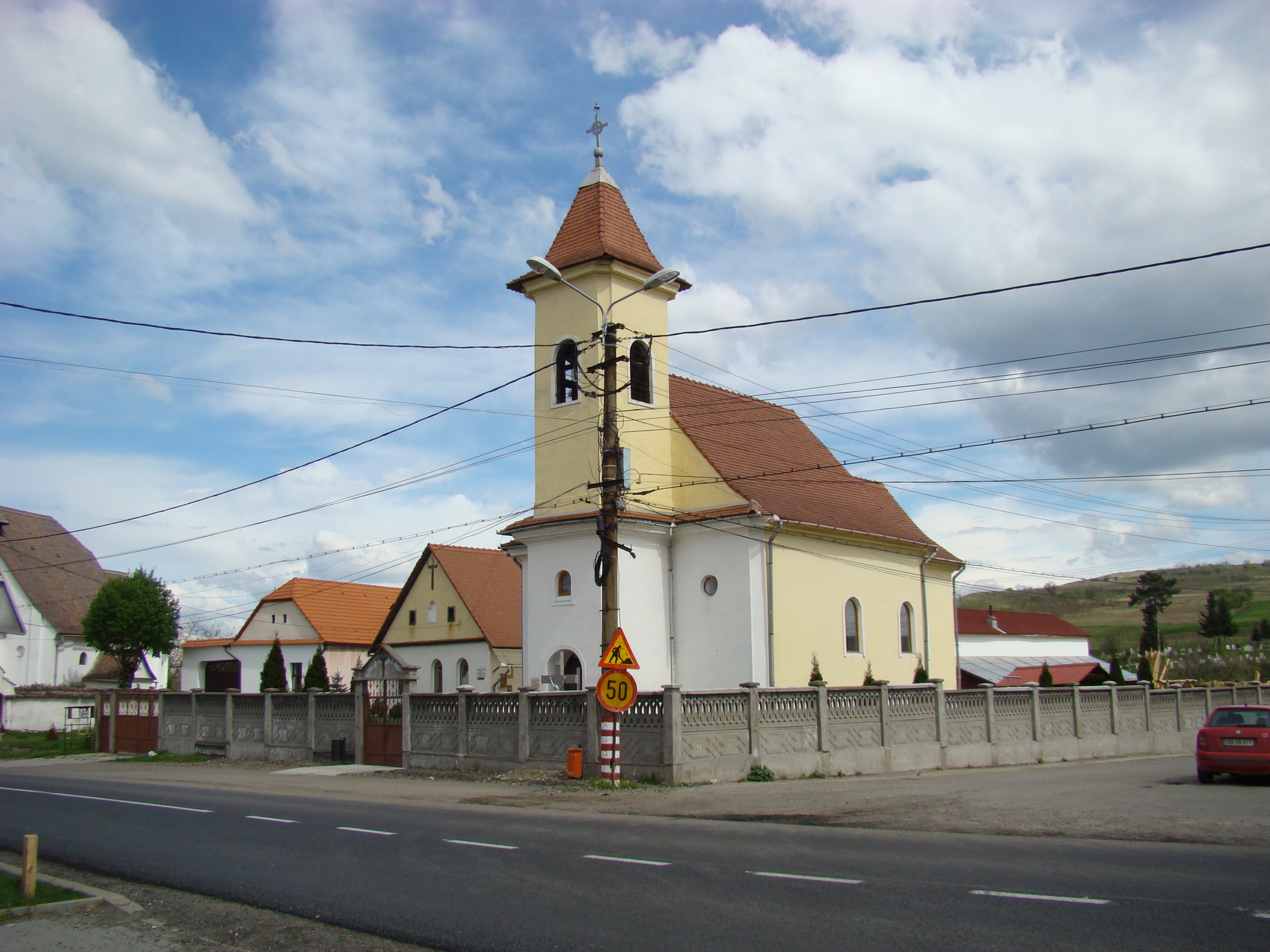

## Imagini din interior

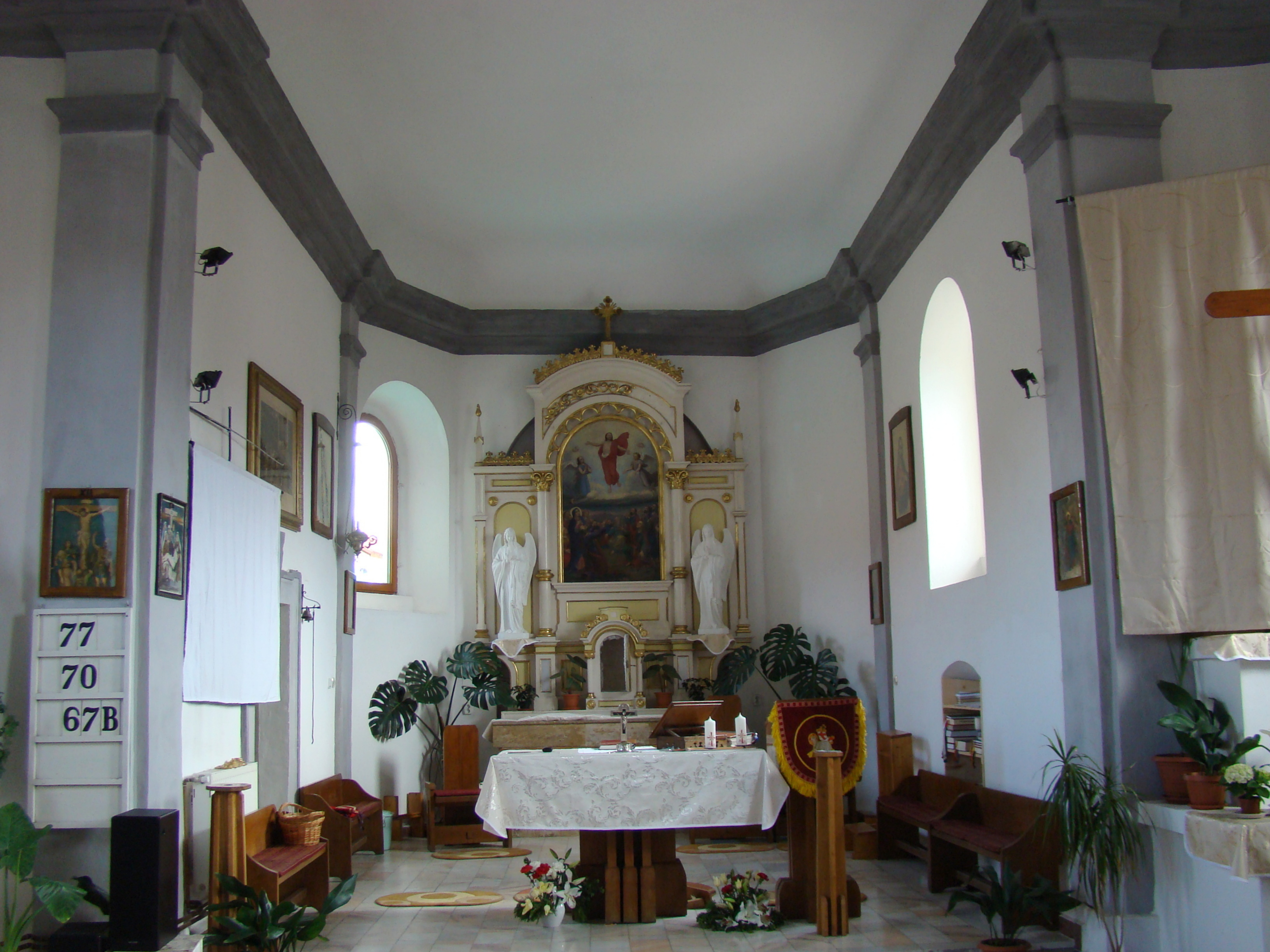
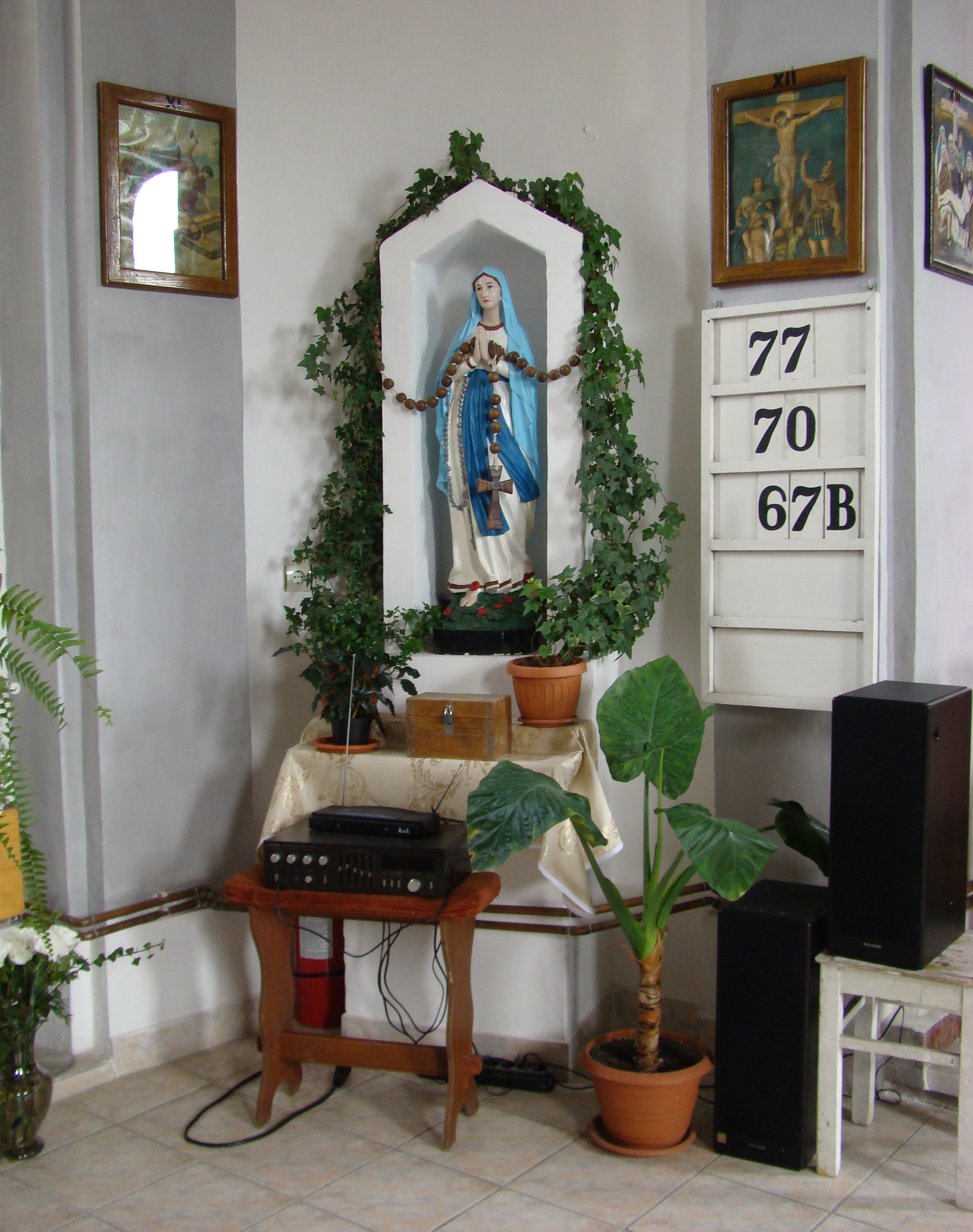
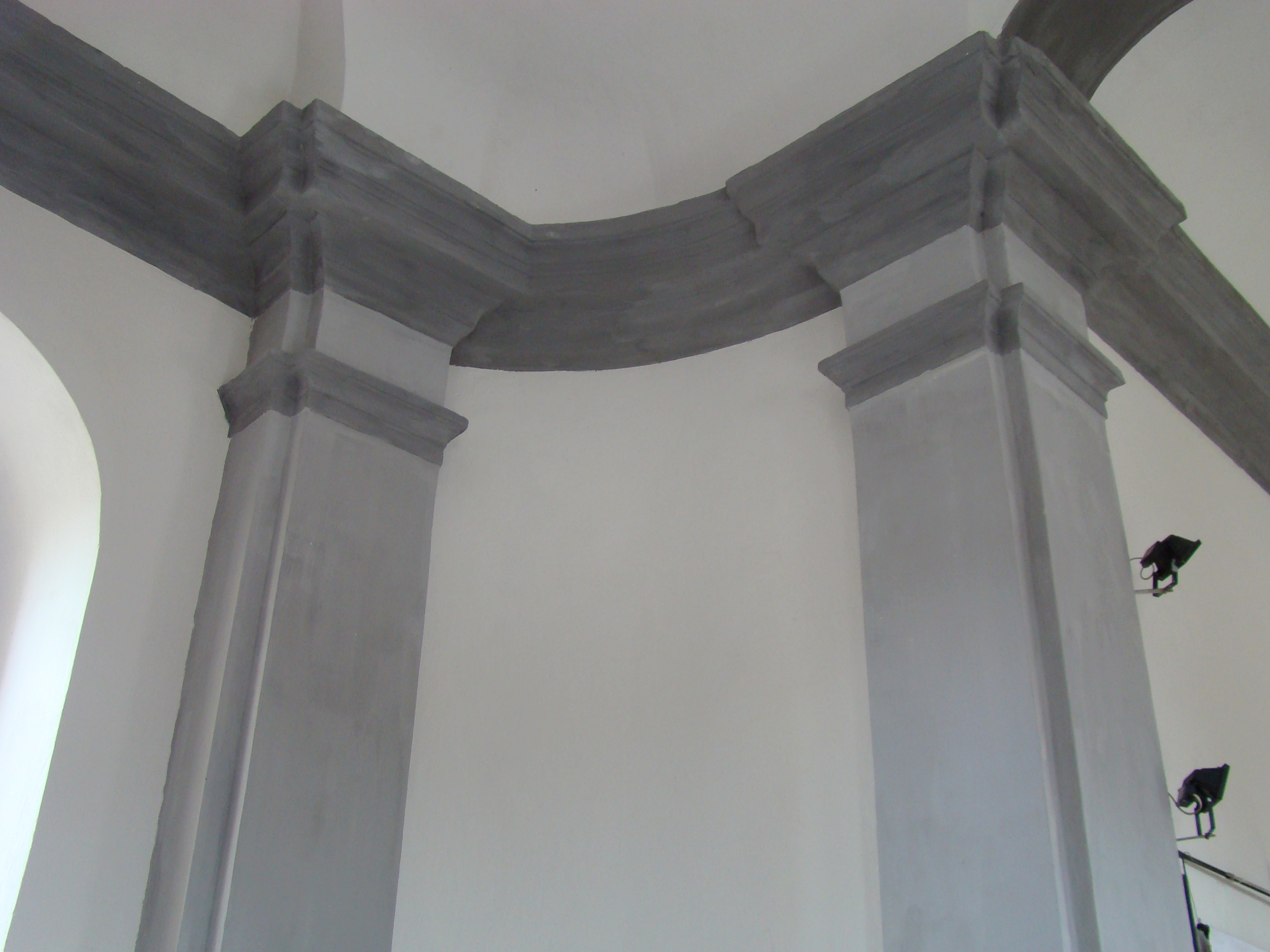
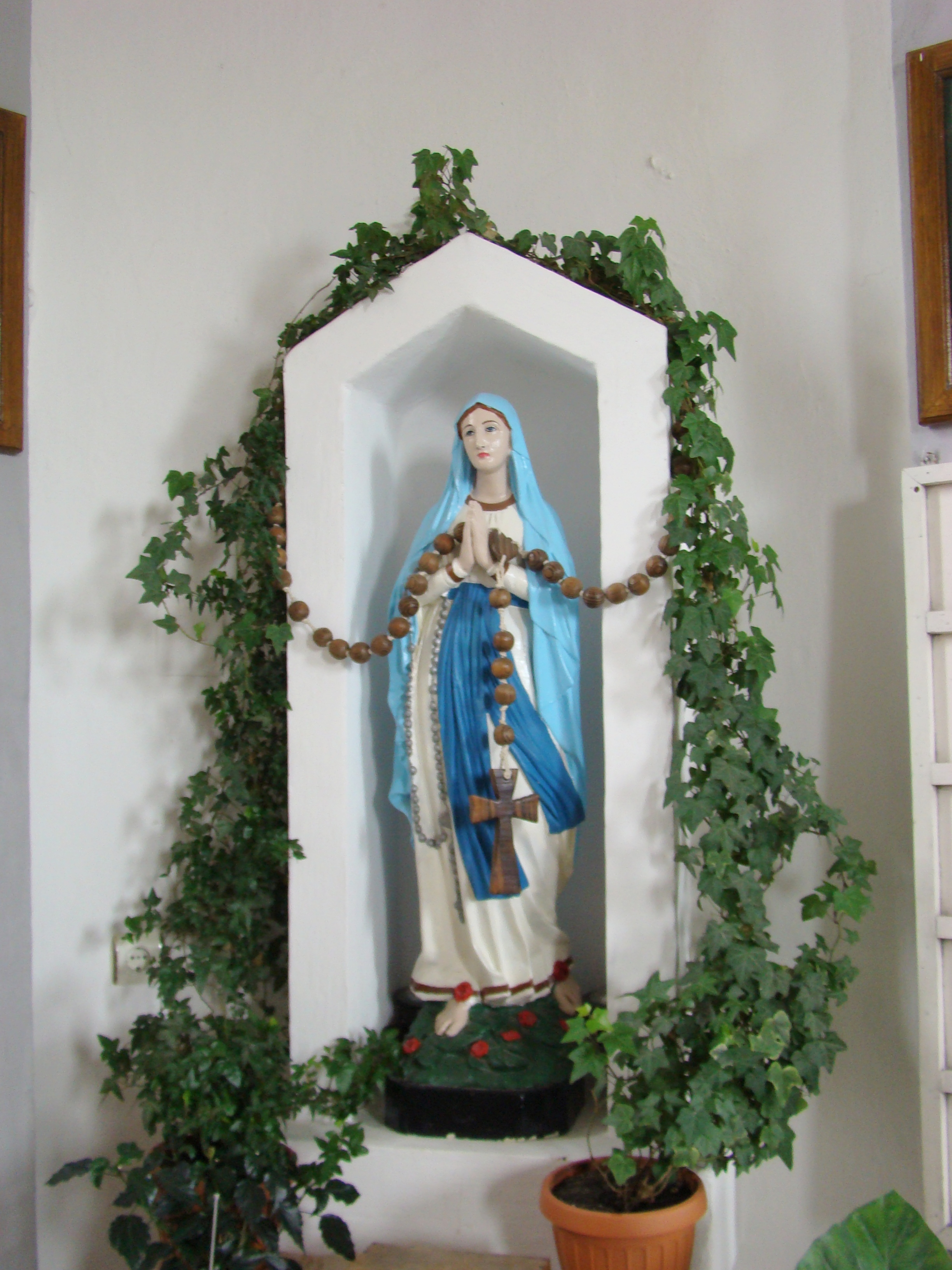
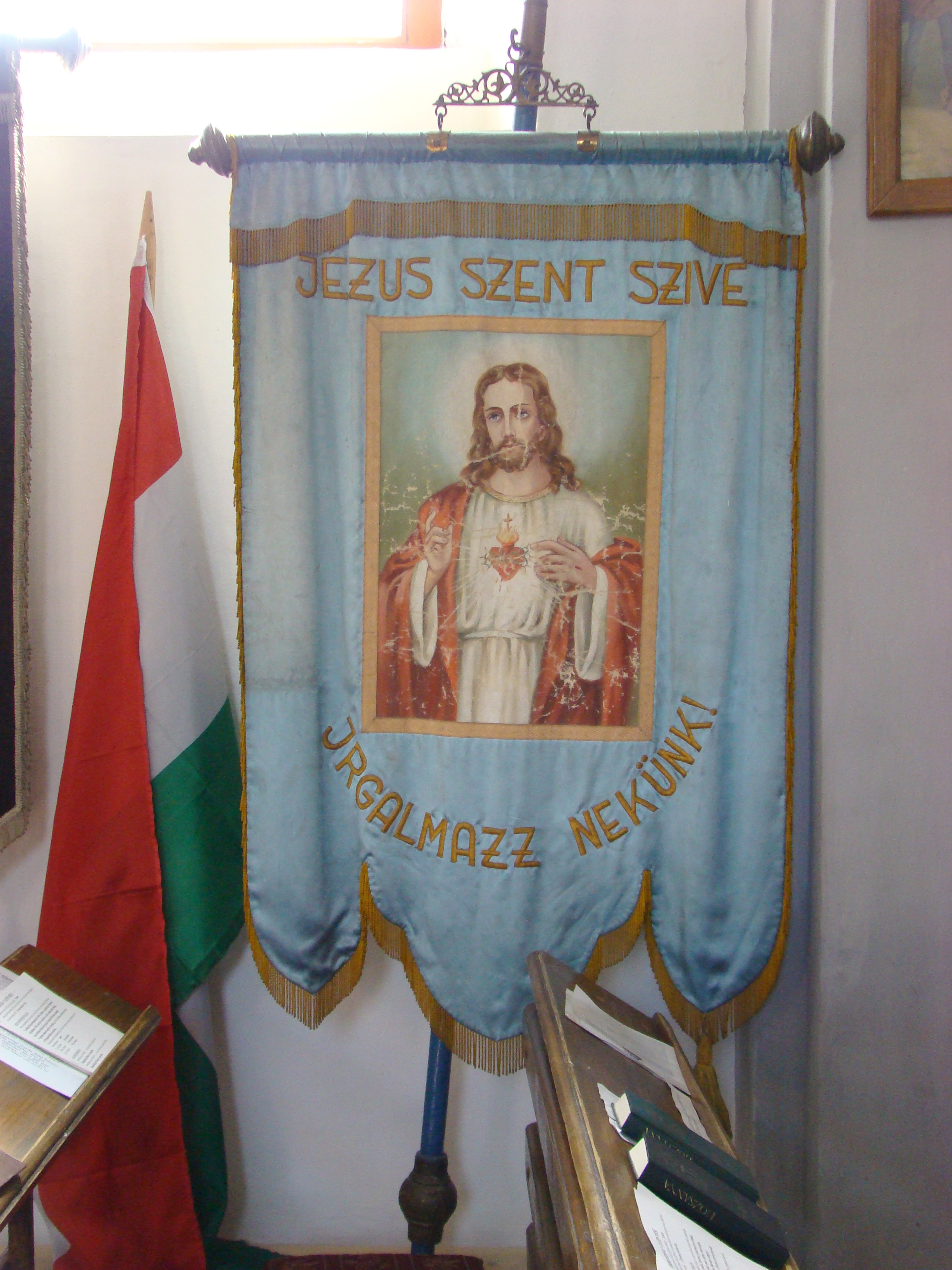
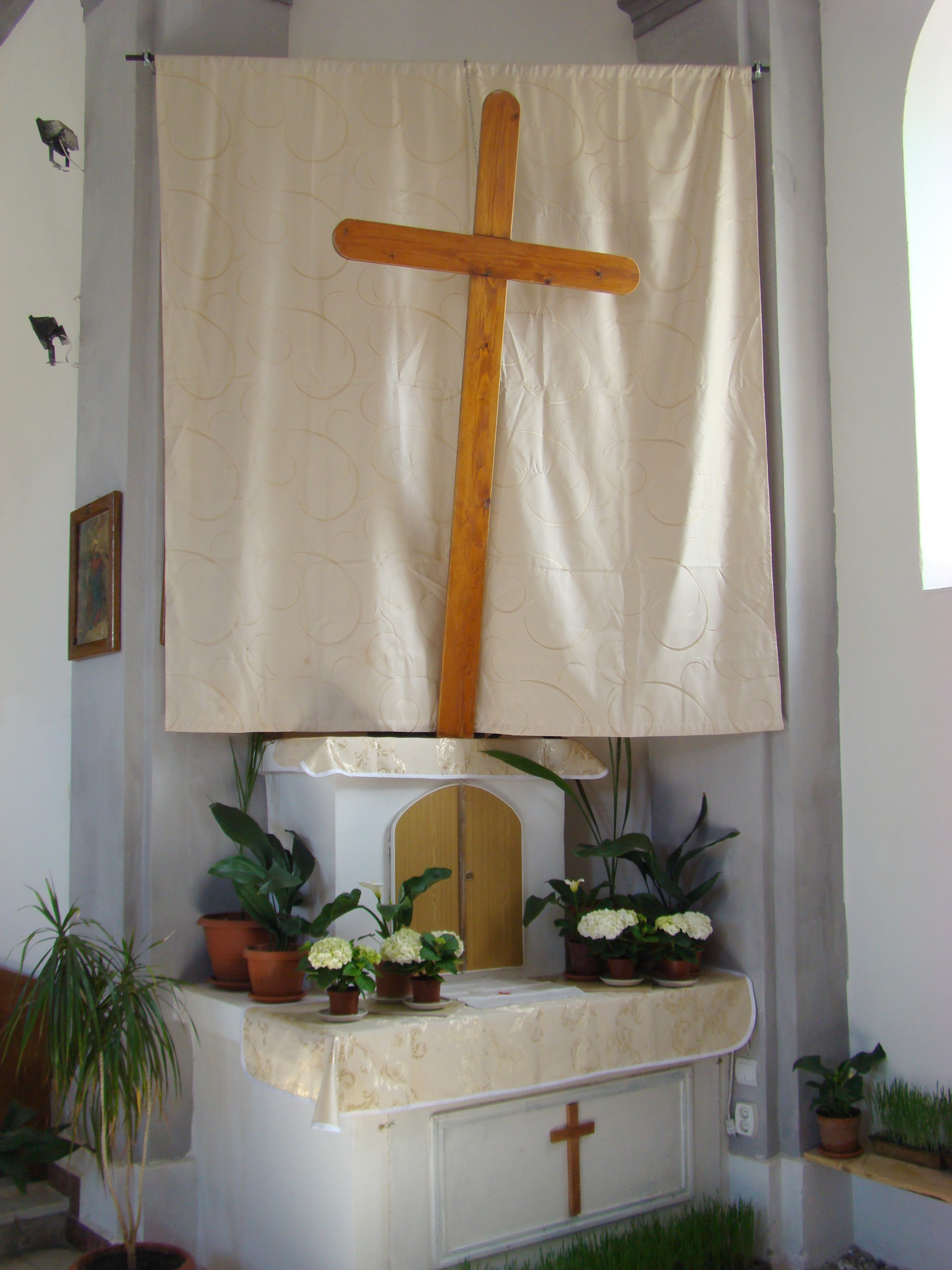
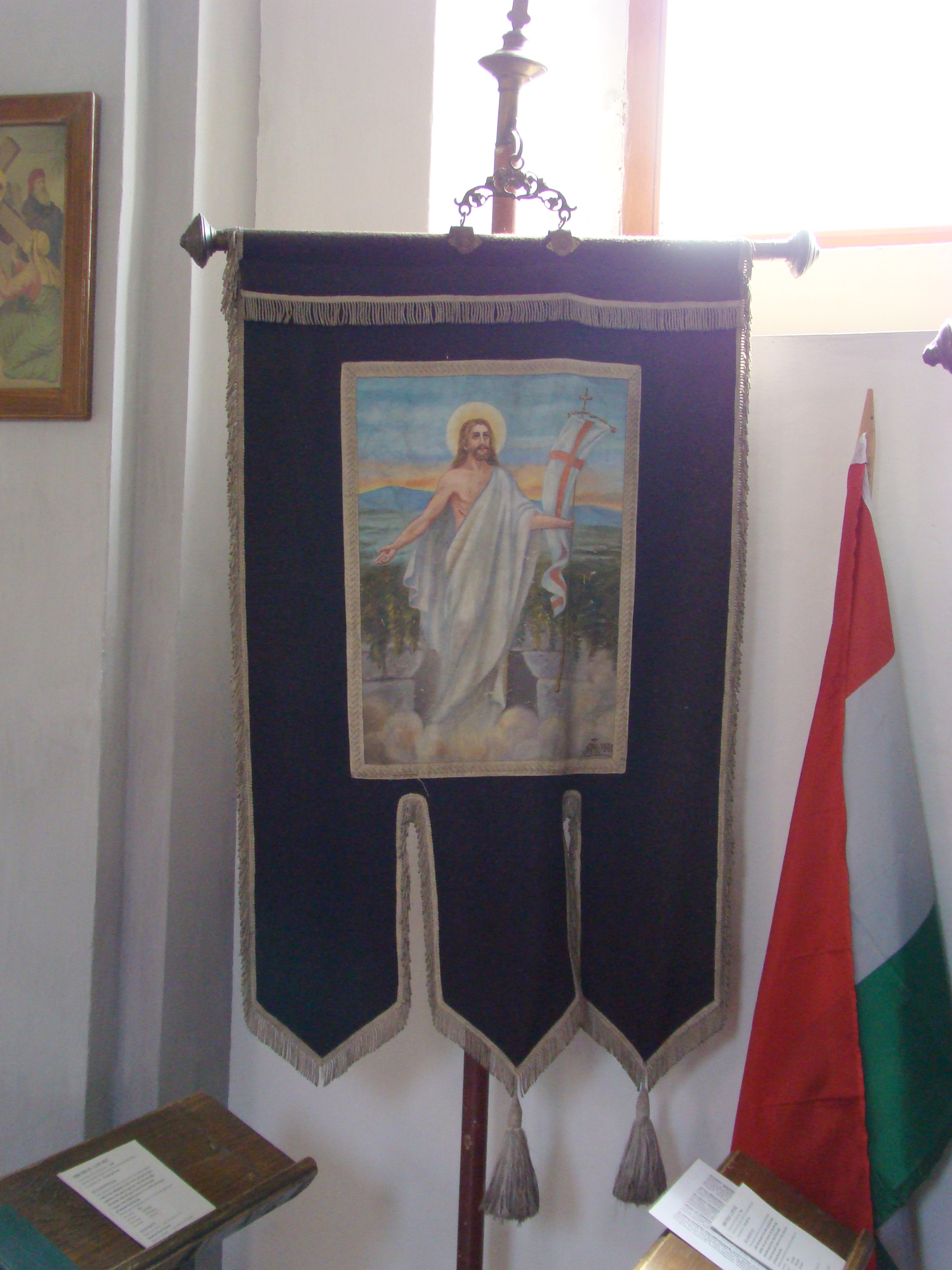
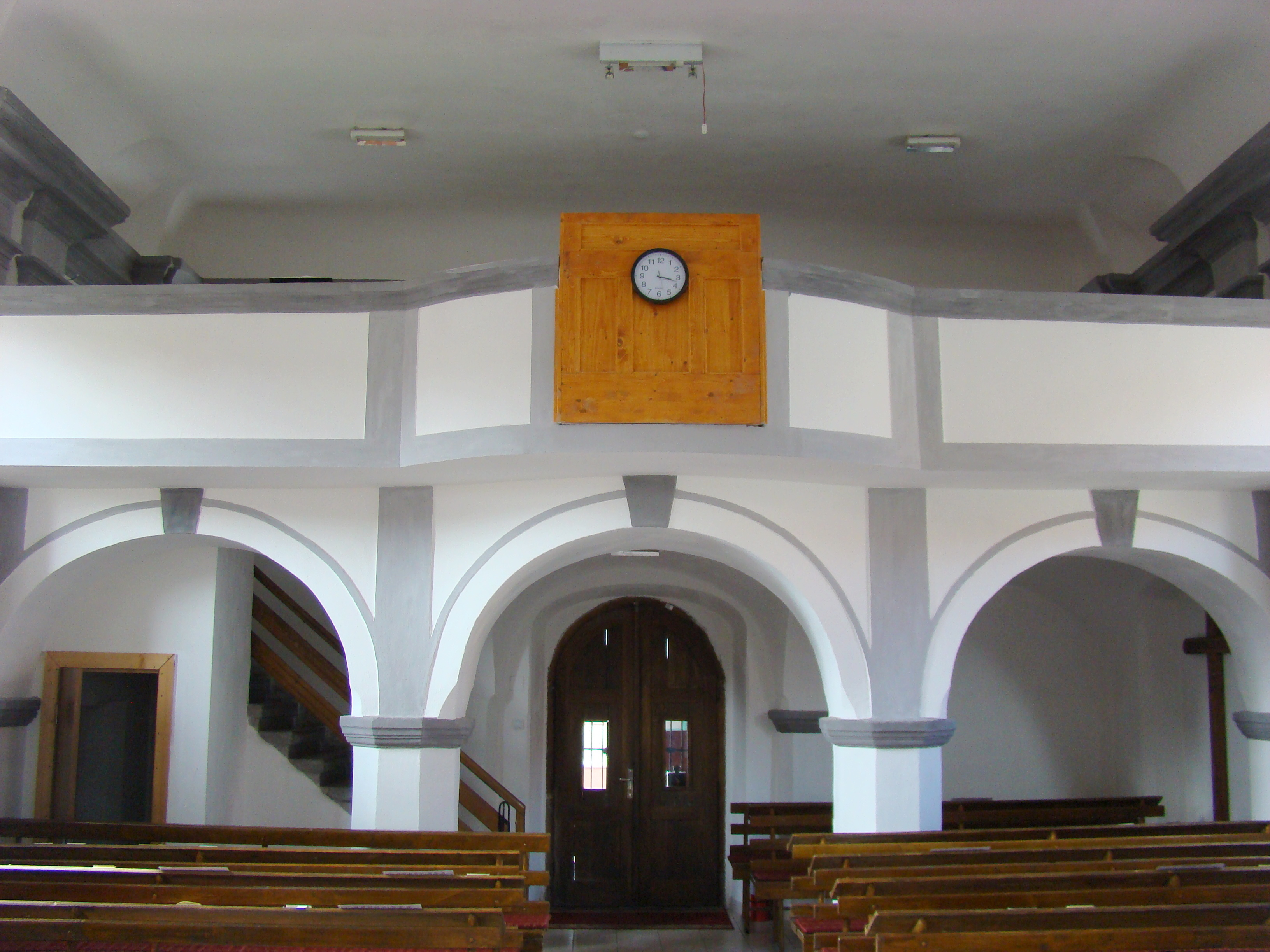
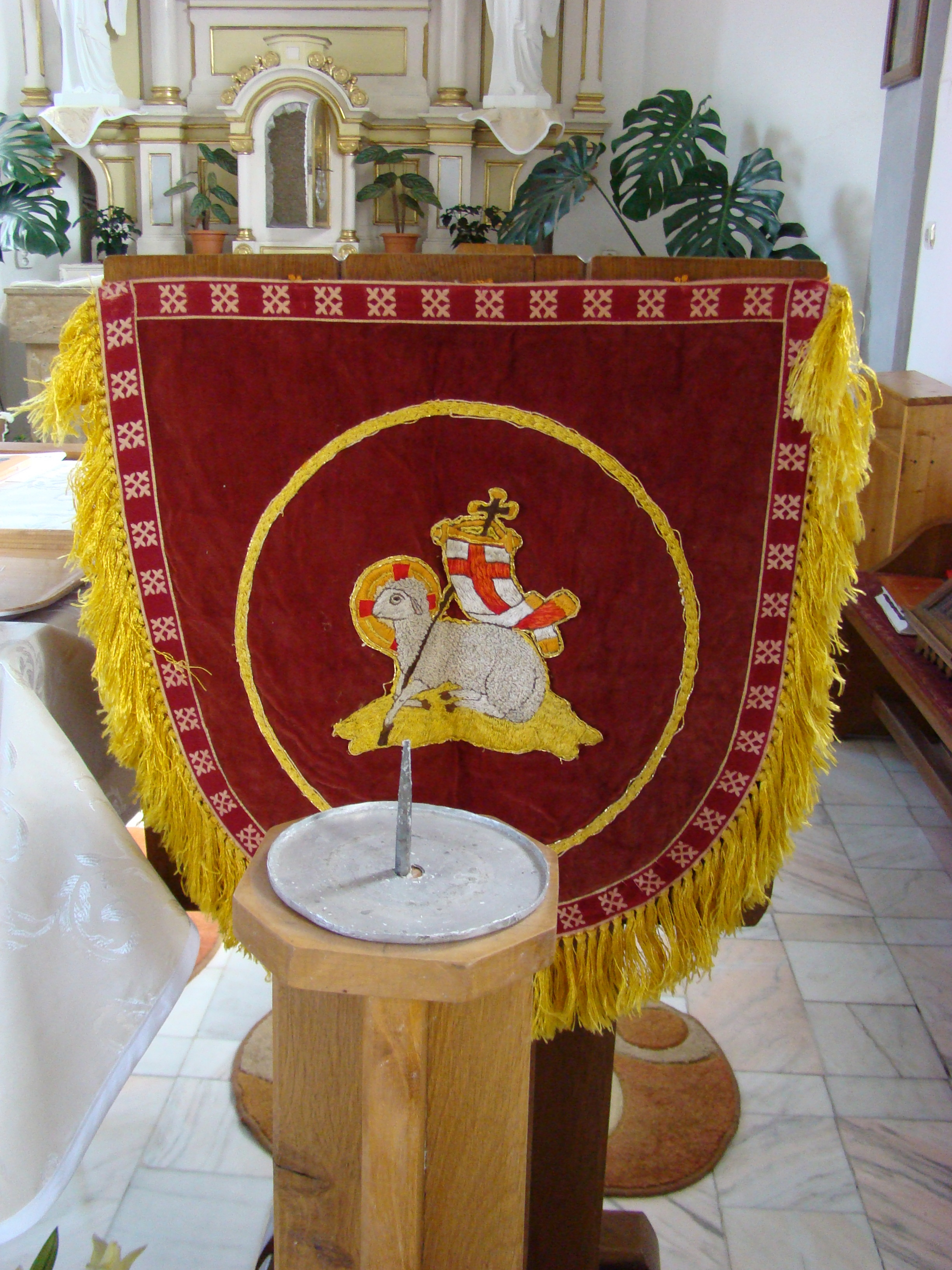
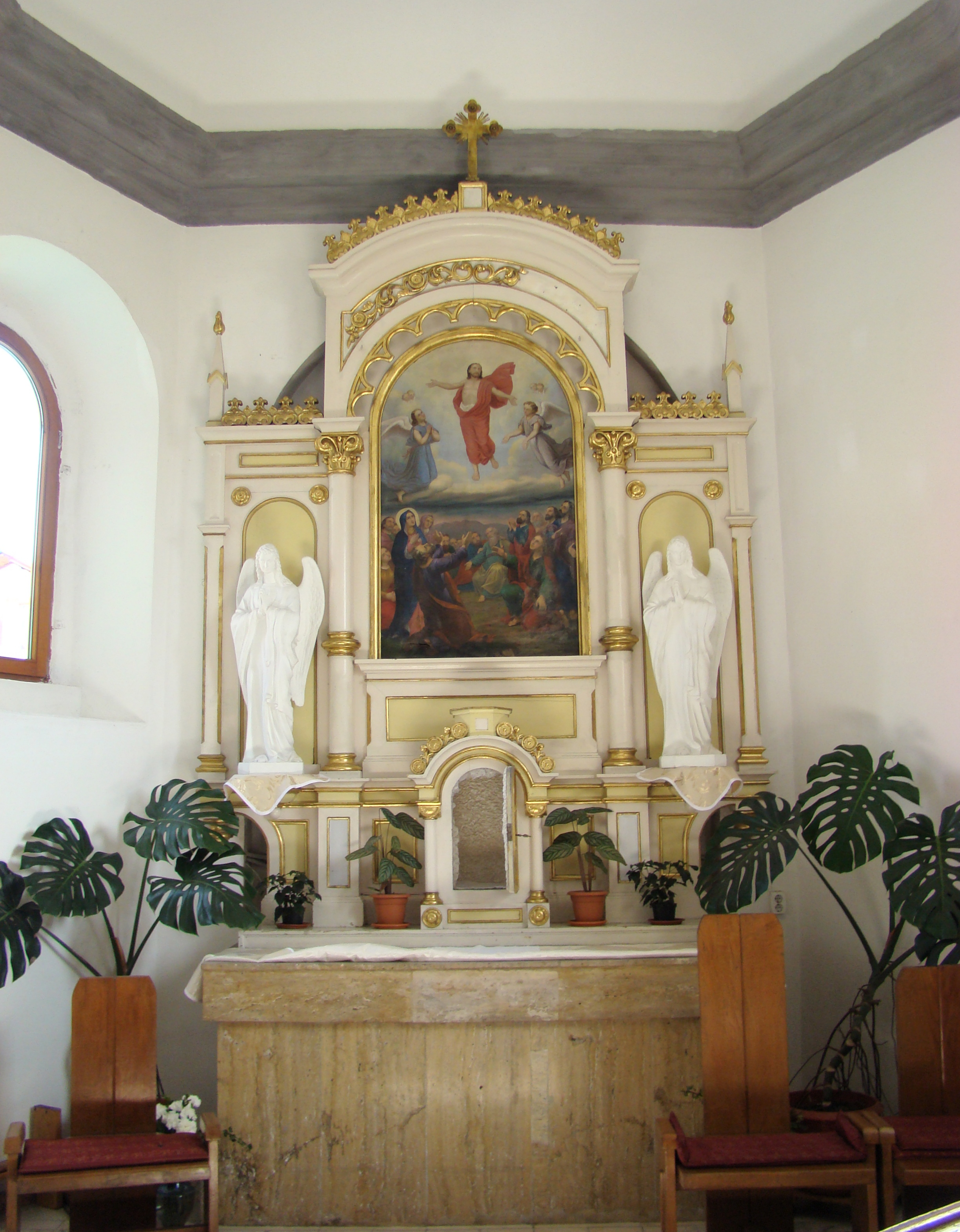
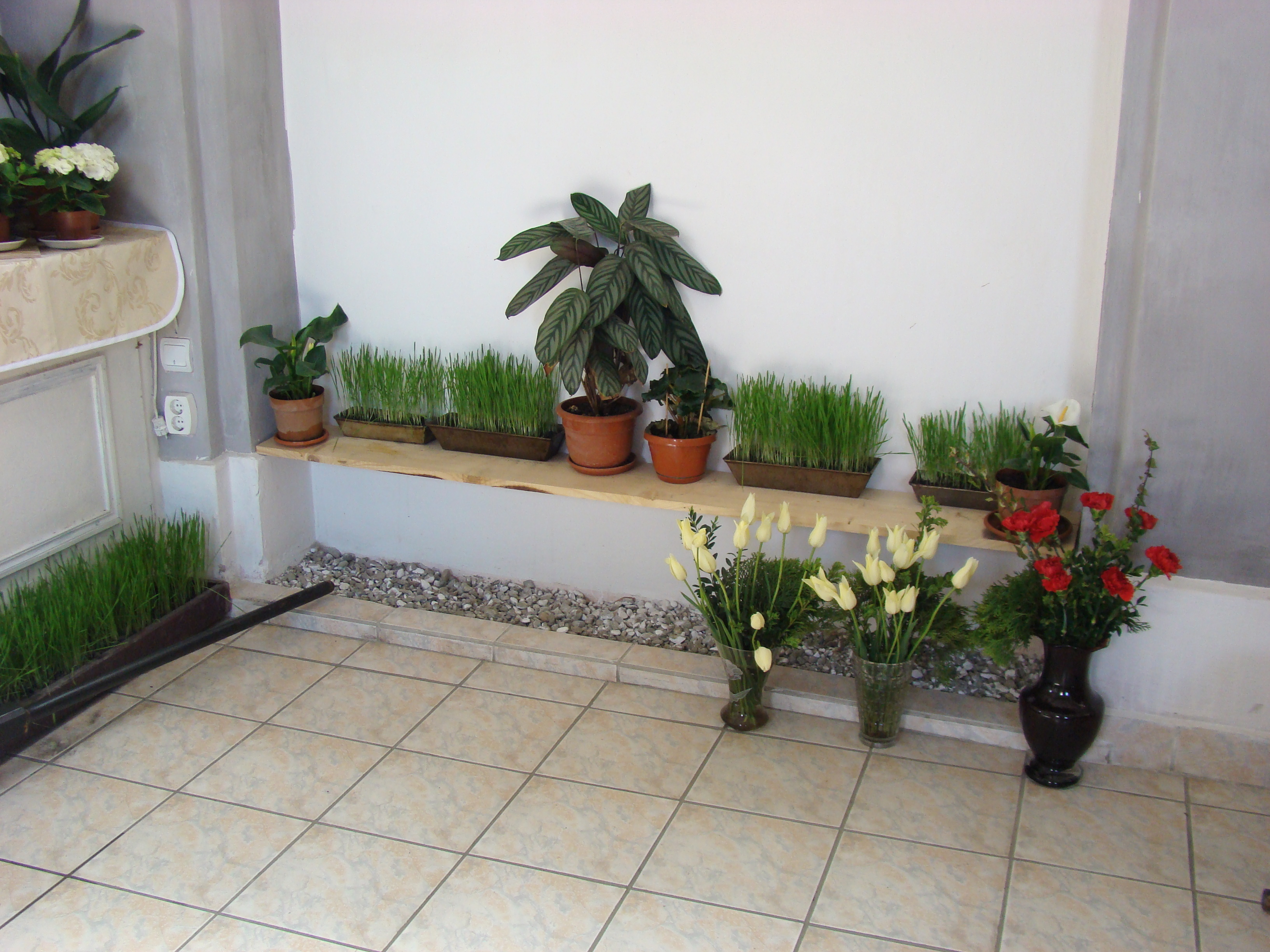
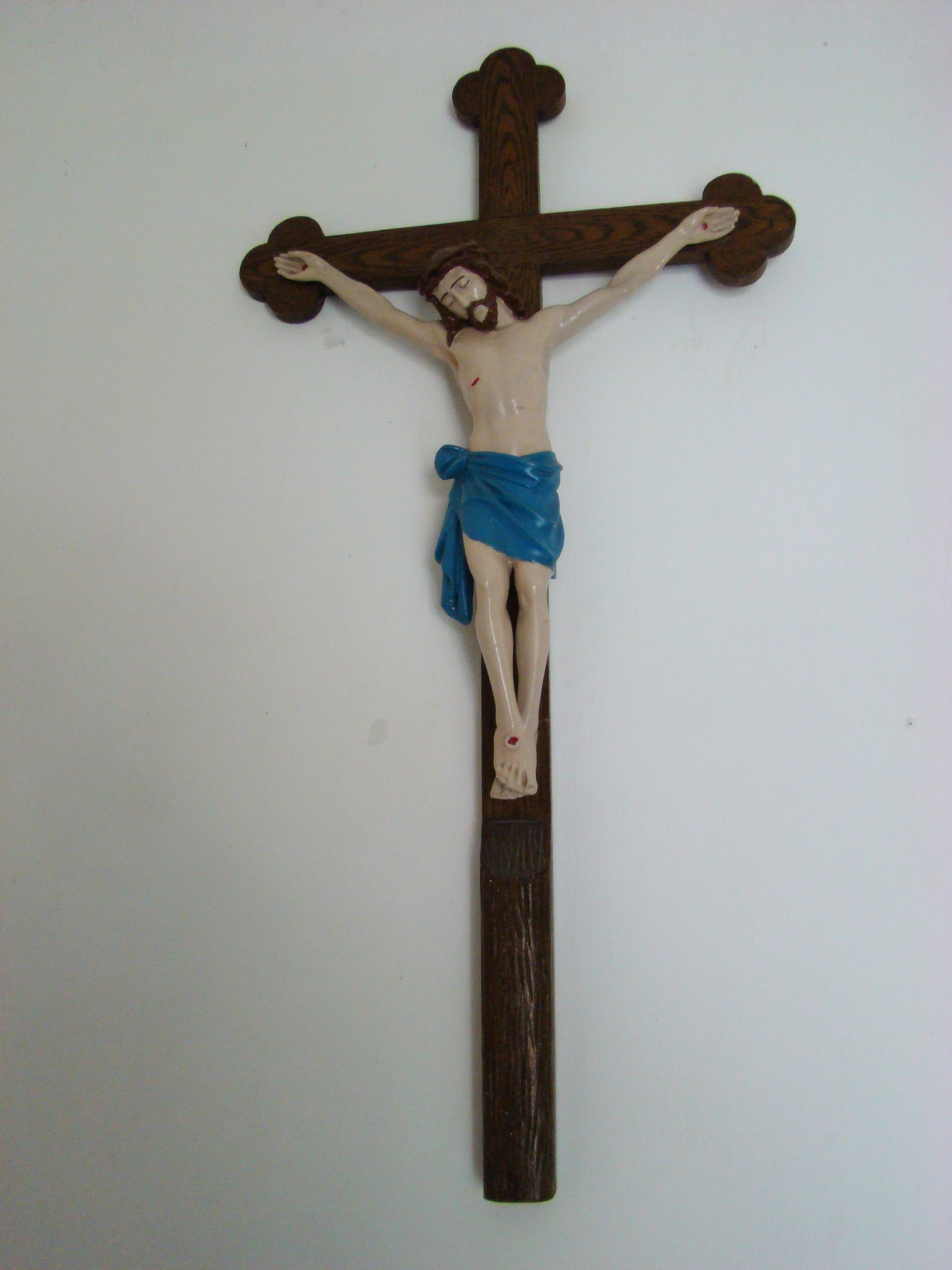
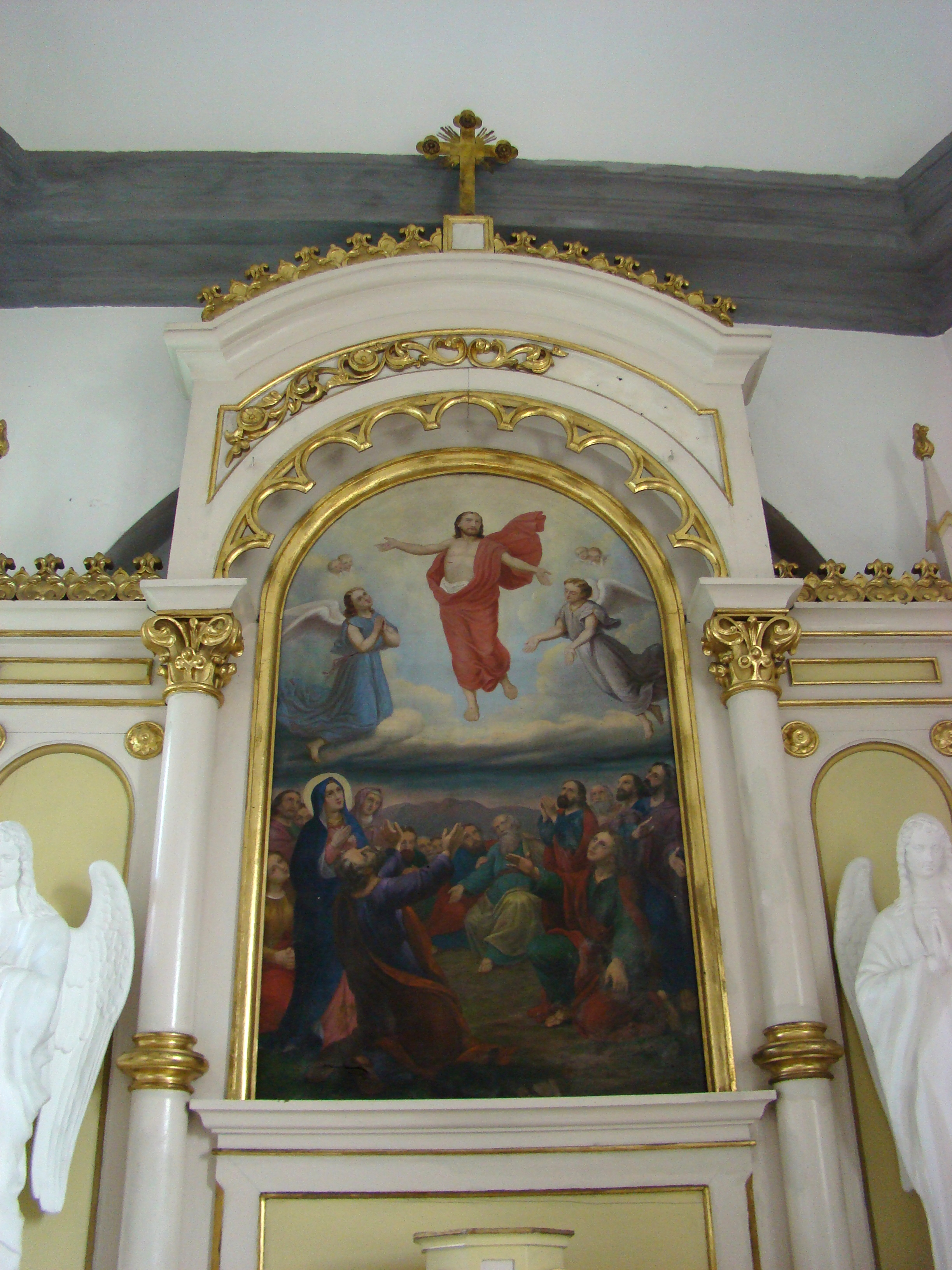
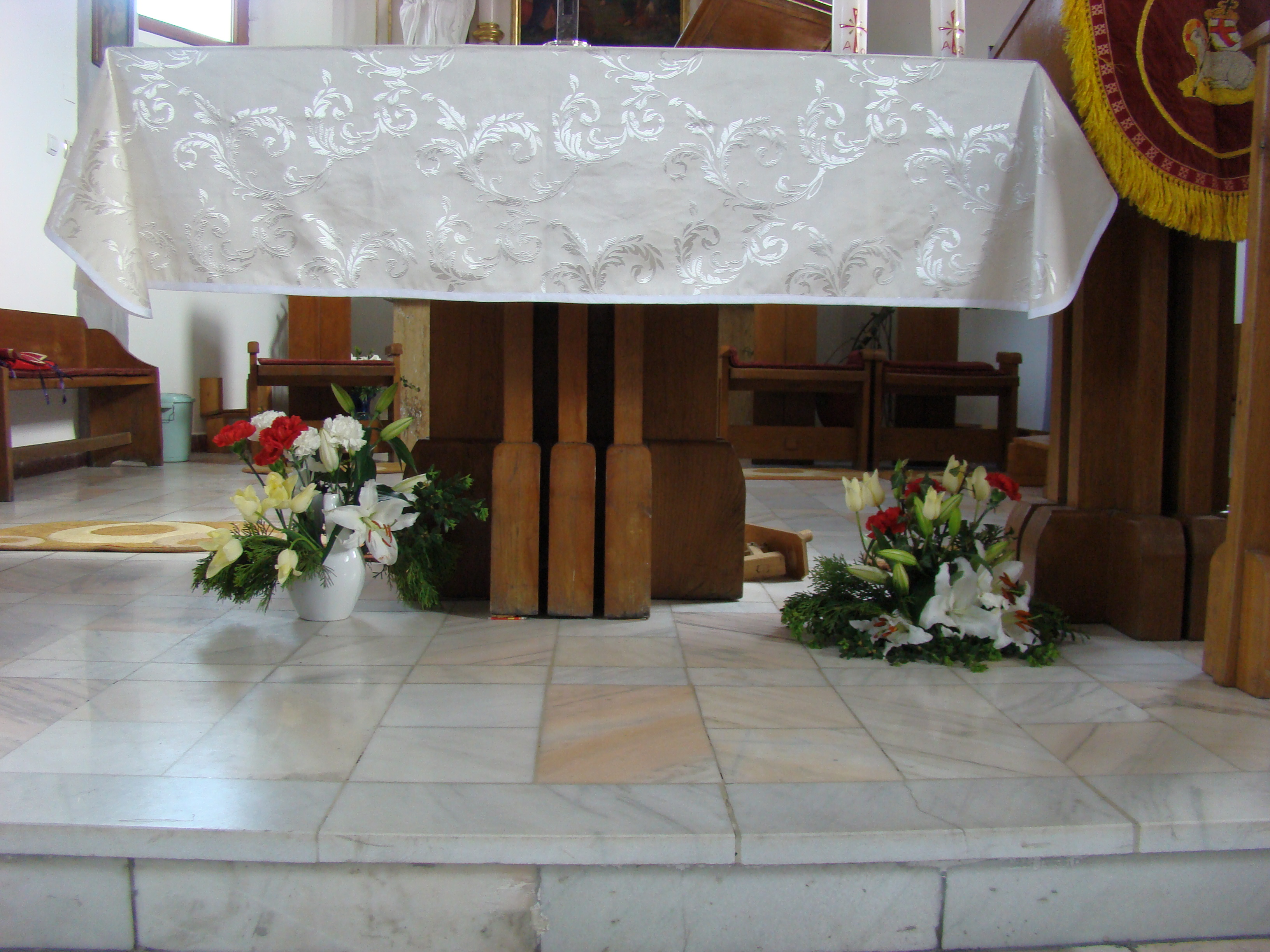
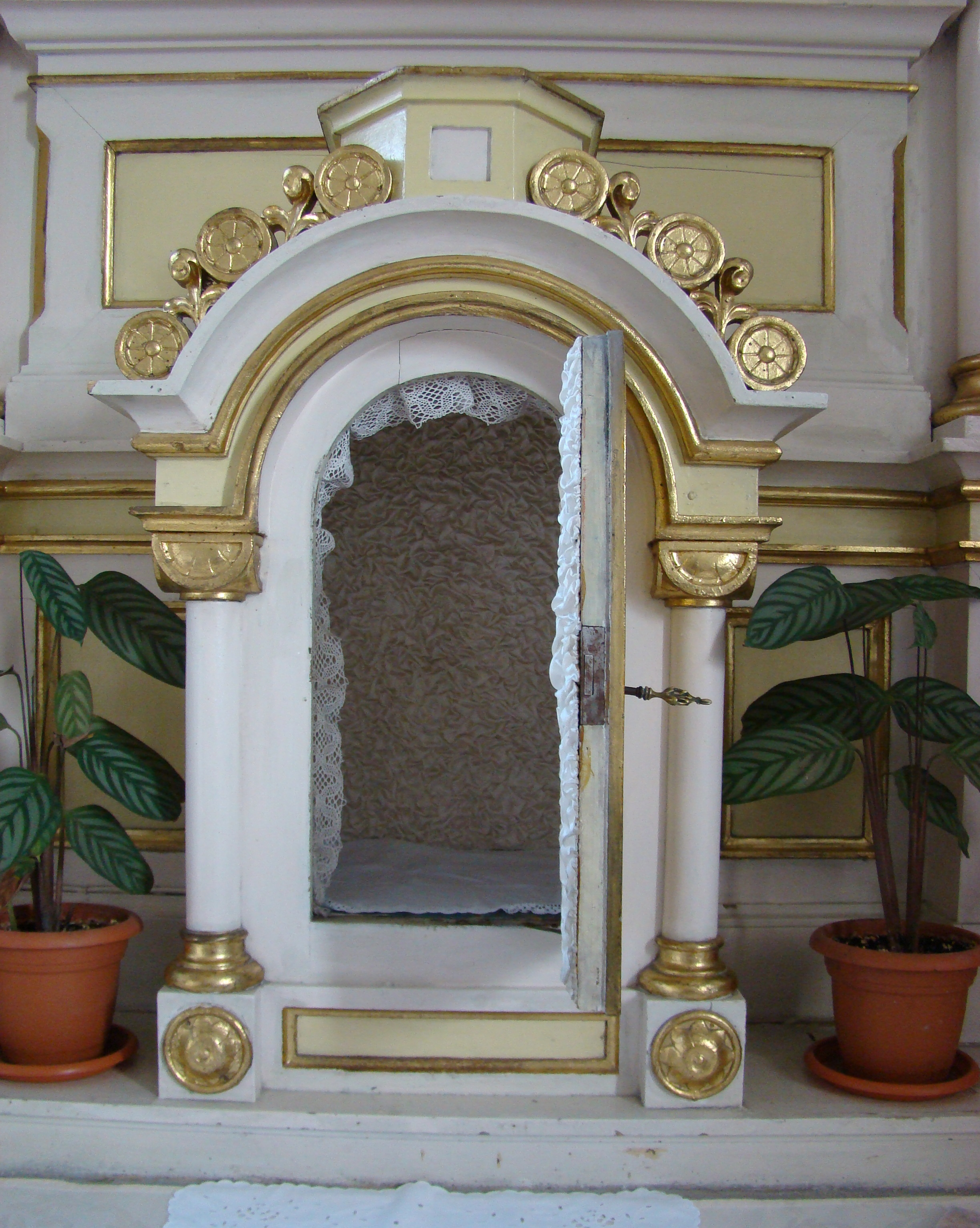
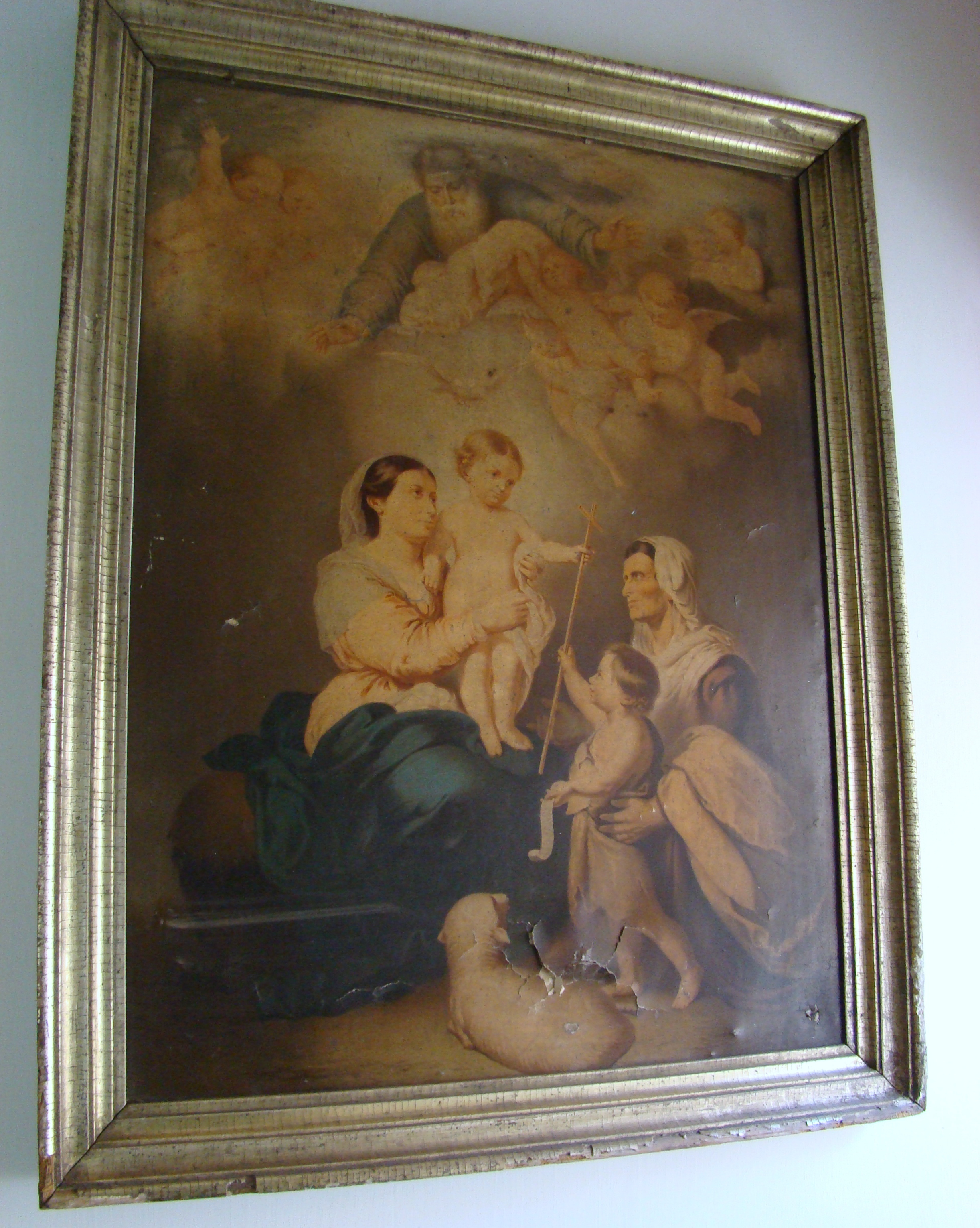
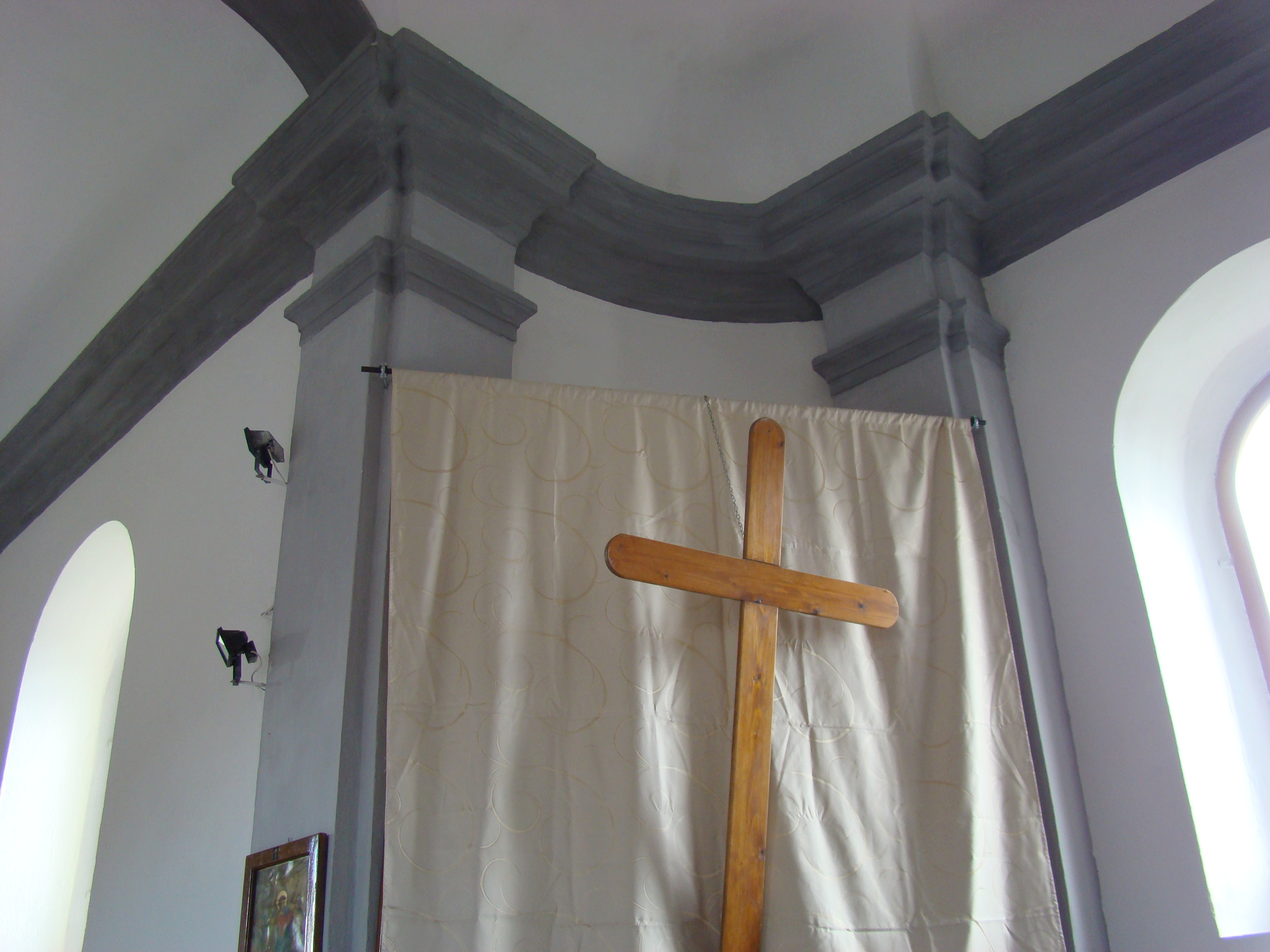
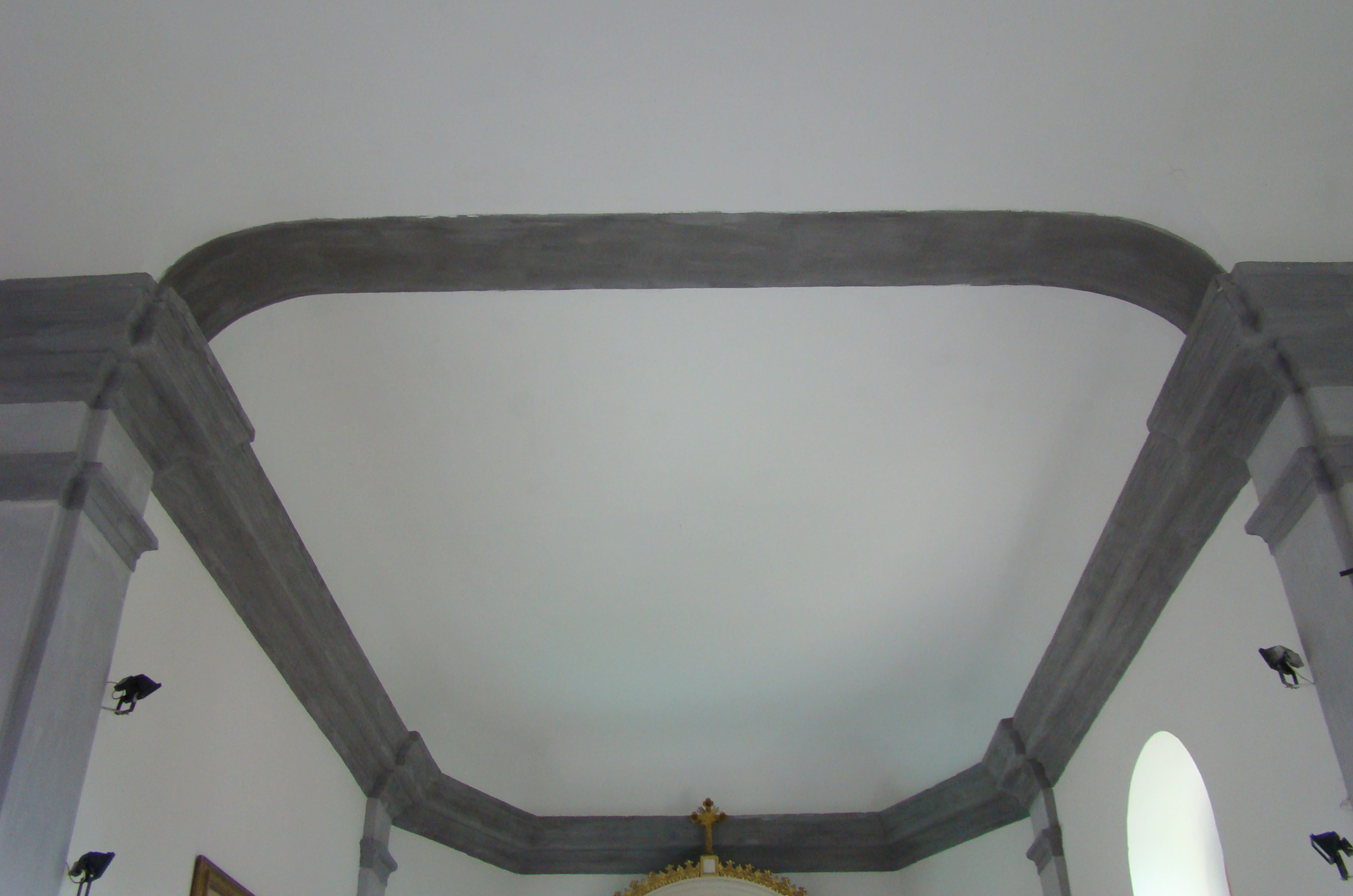
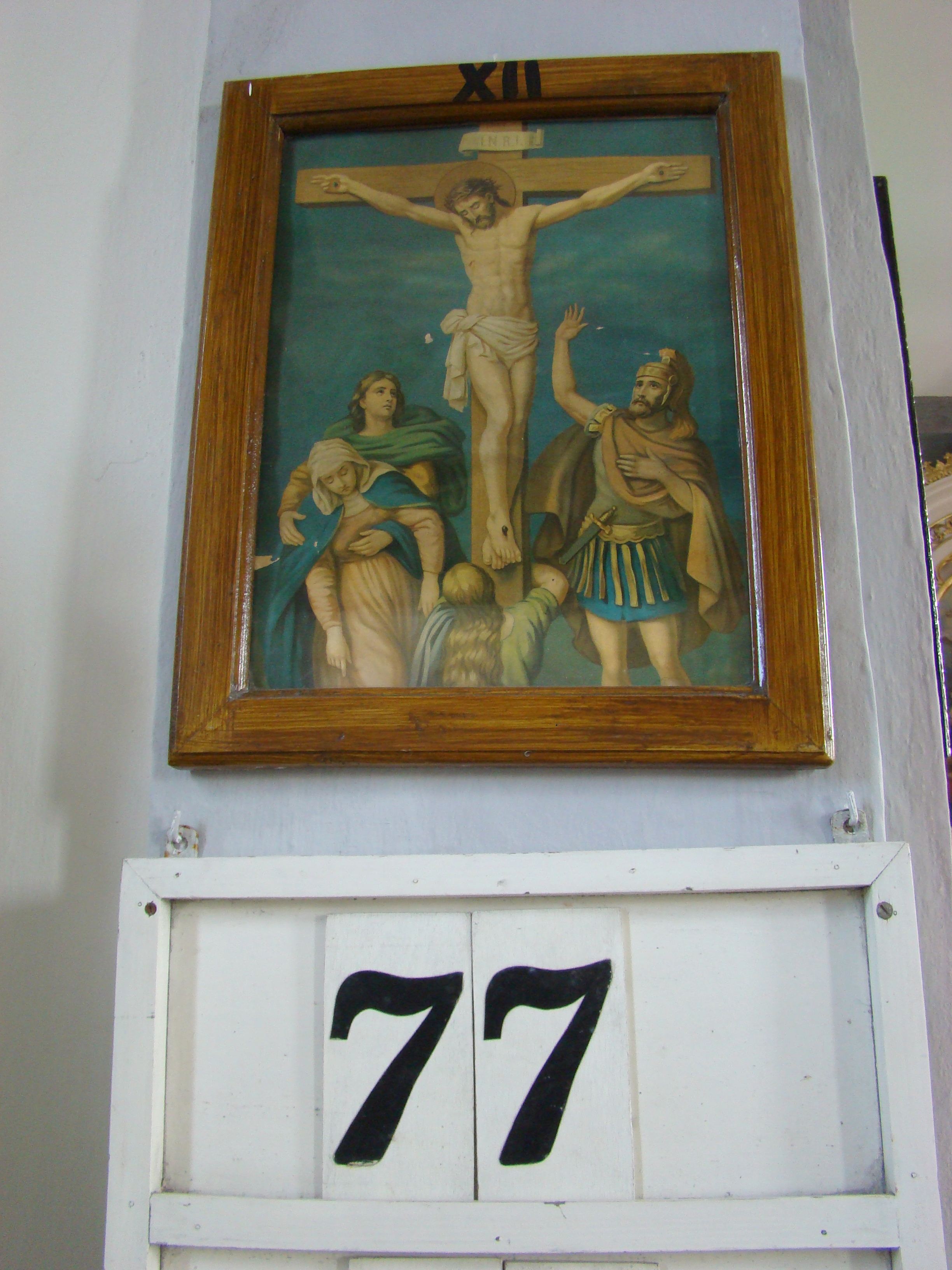
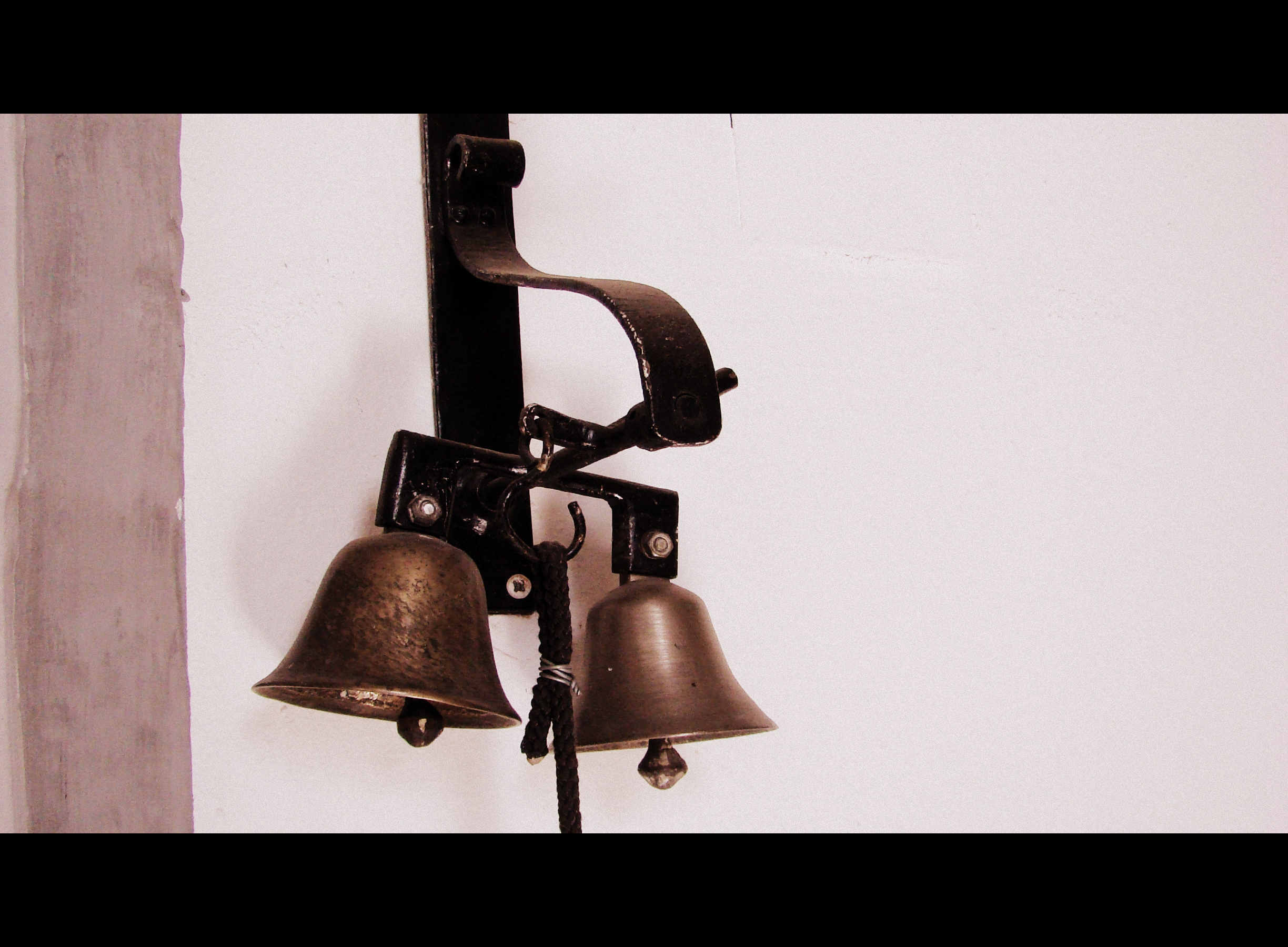
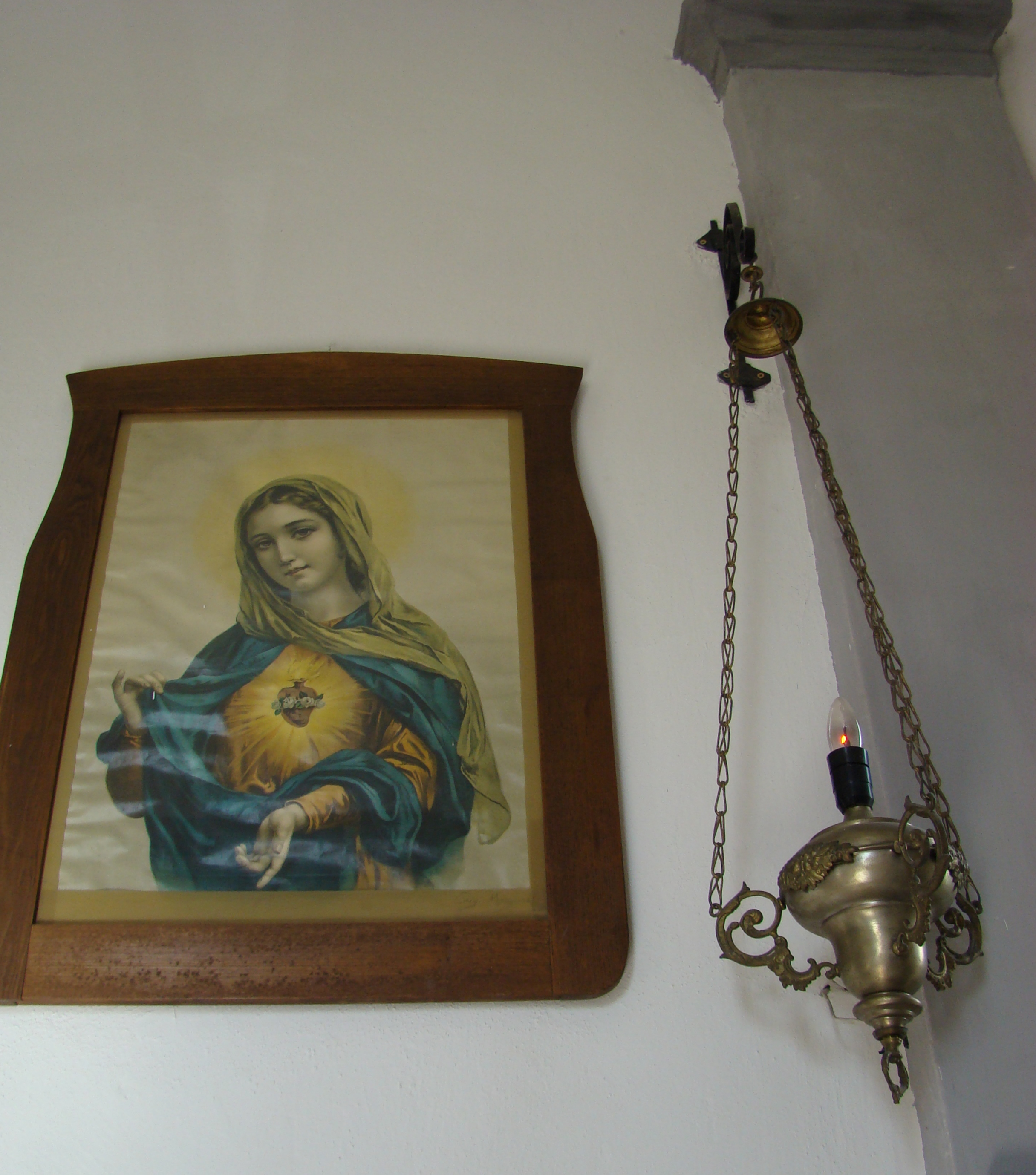
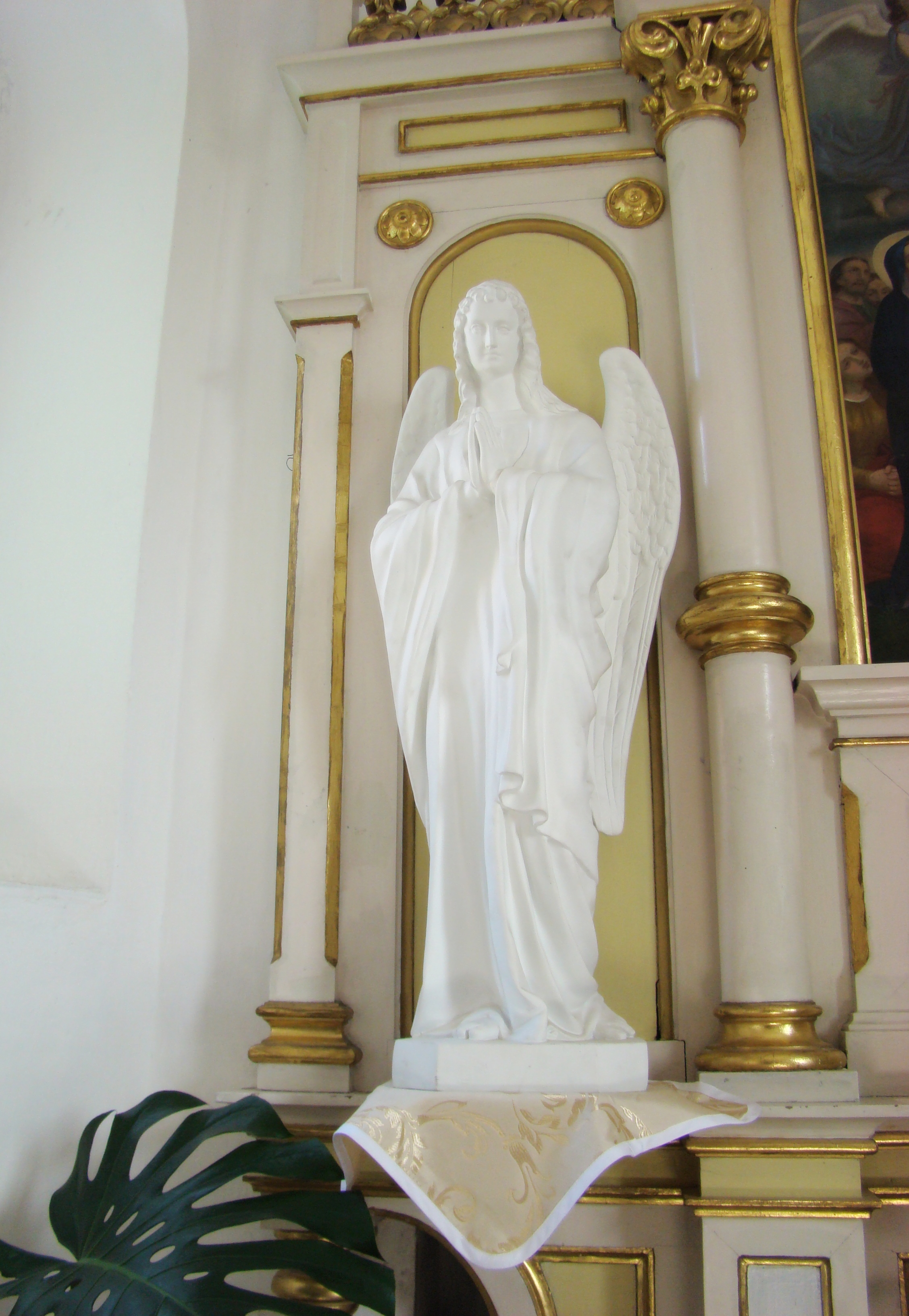
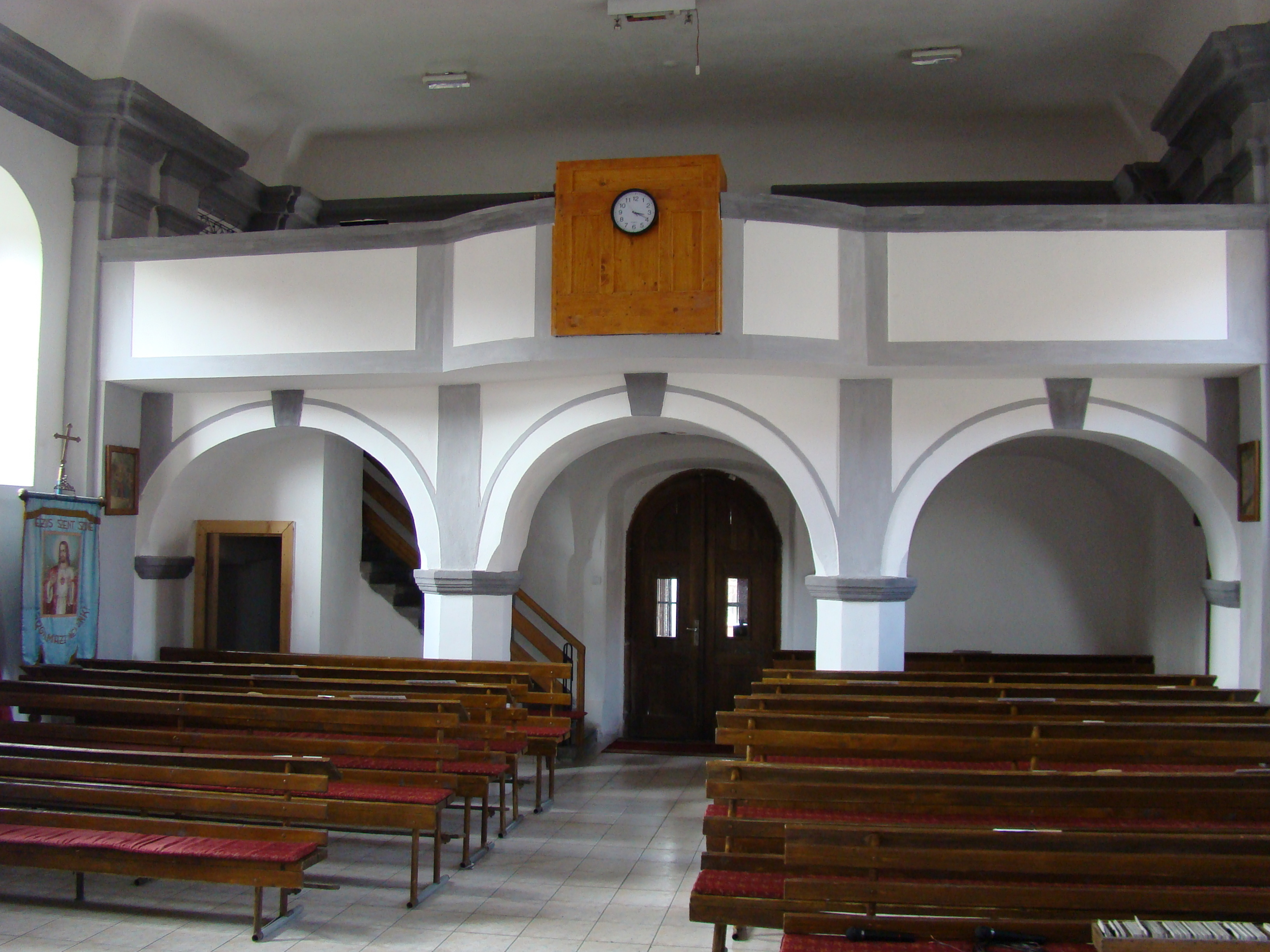
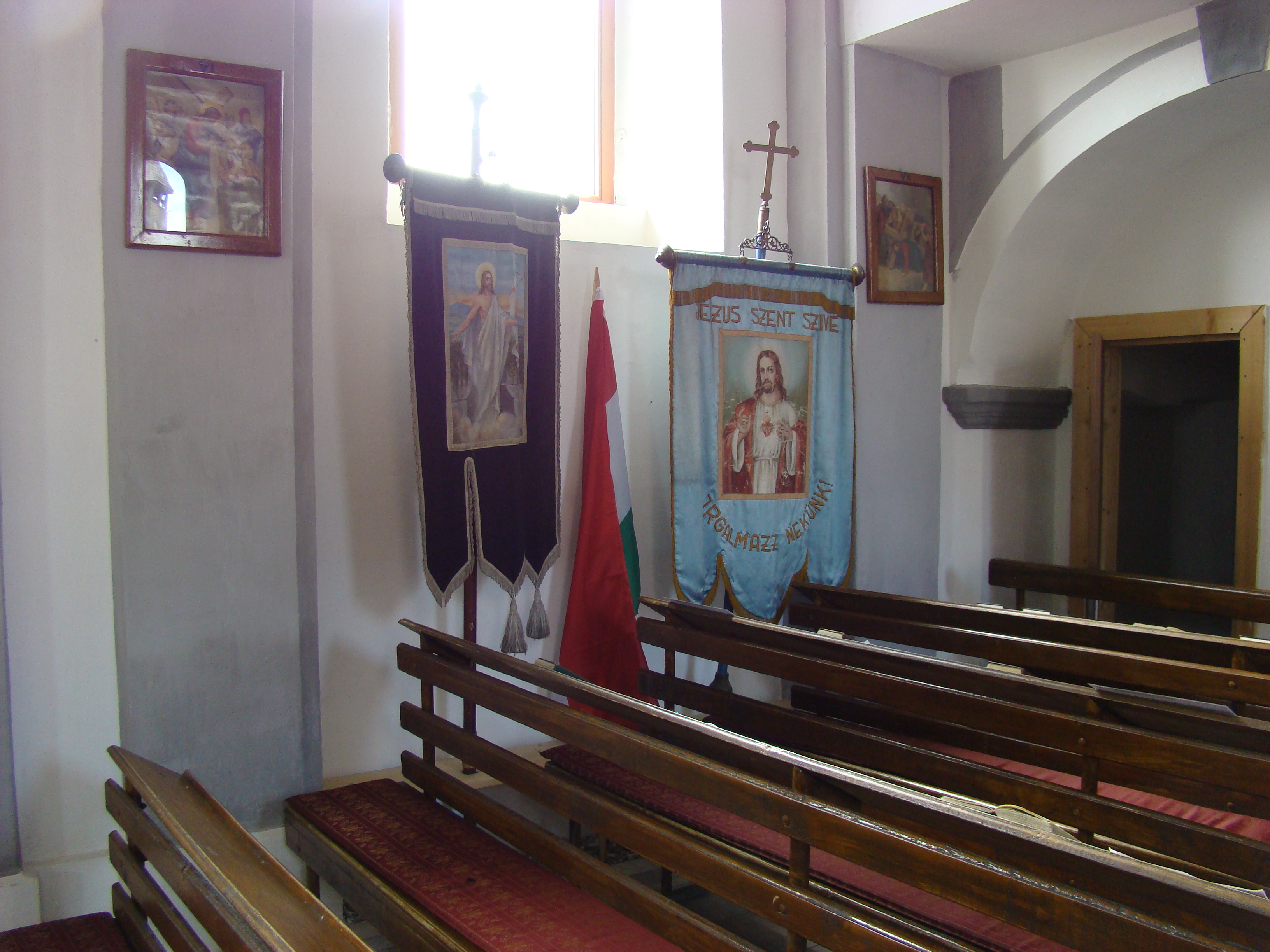
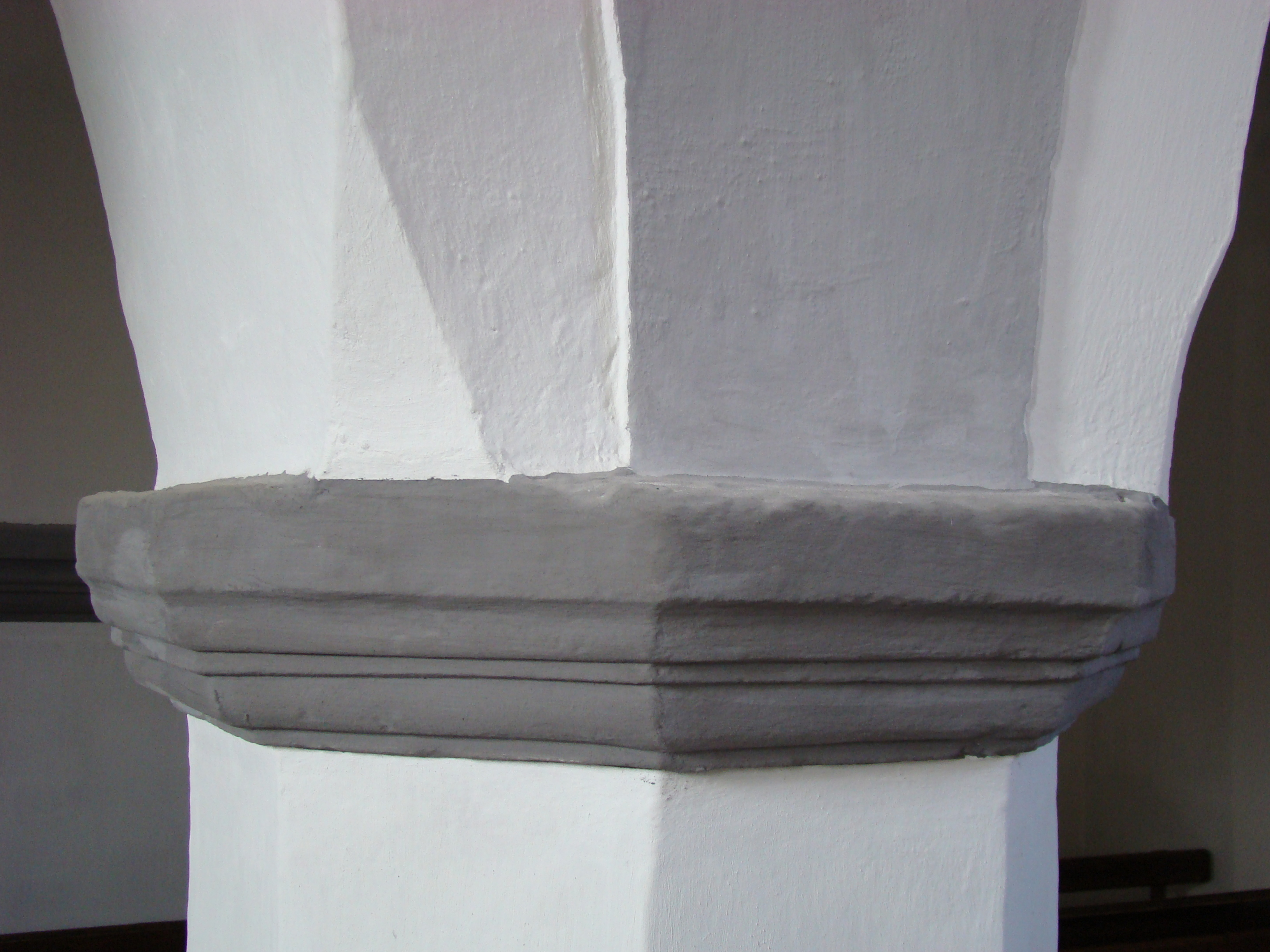
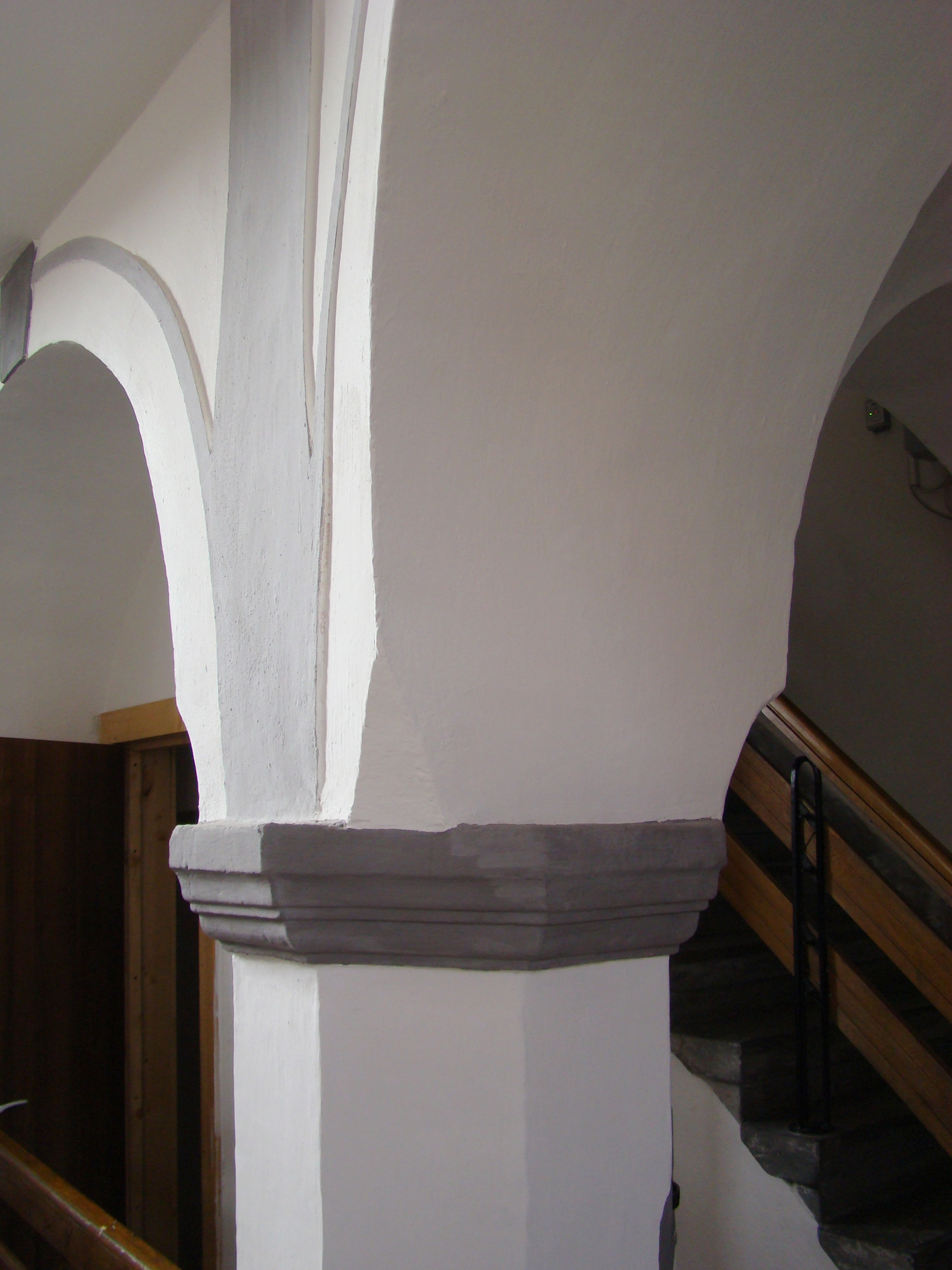
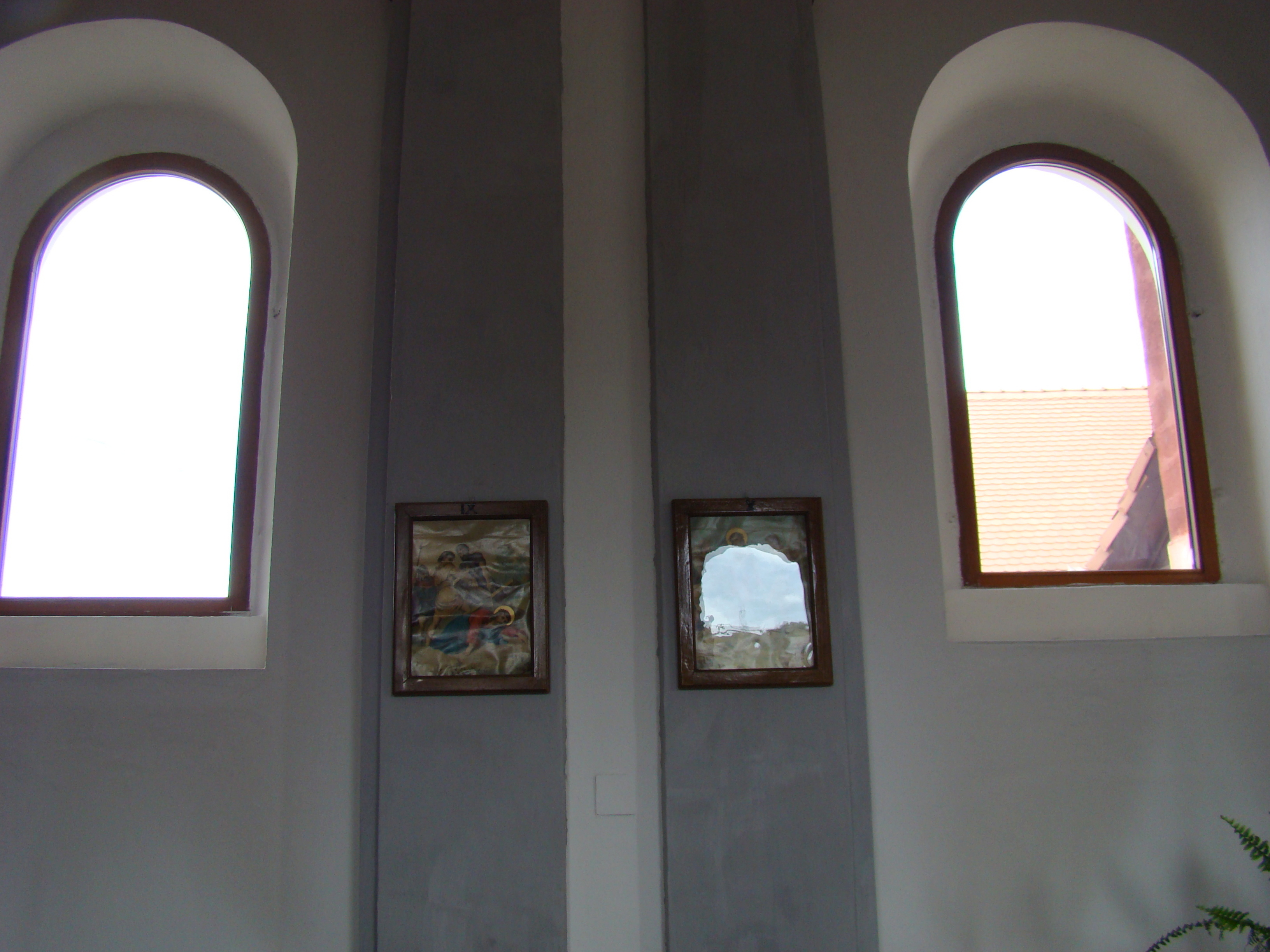
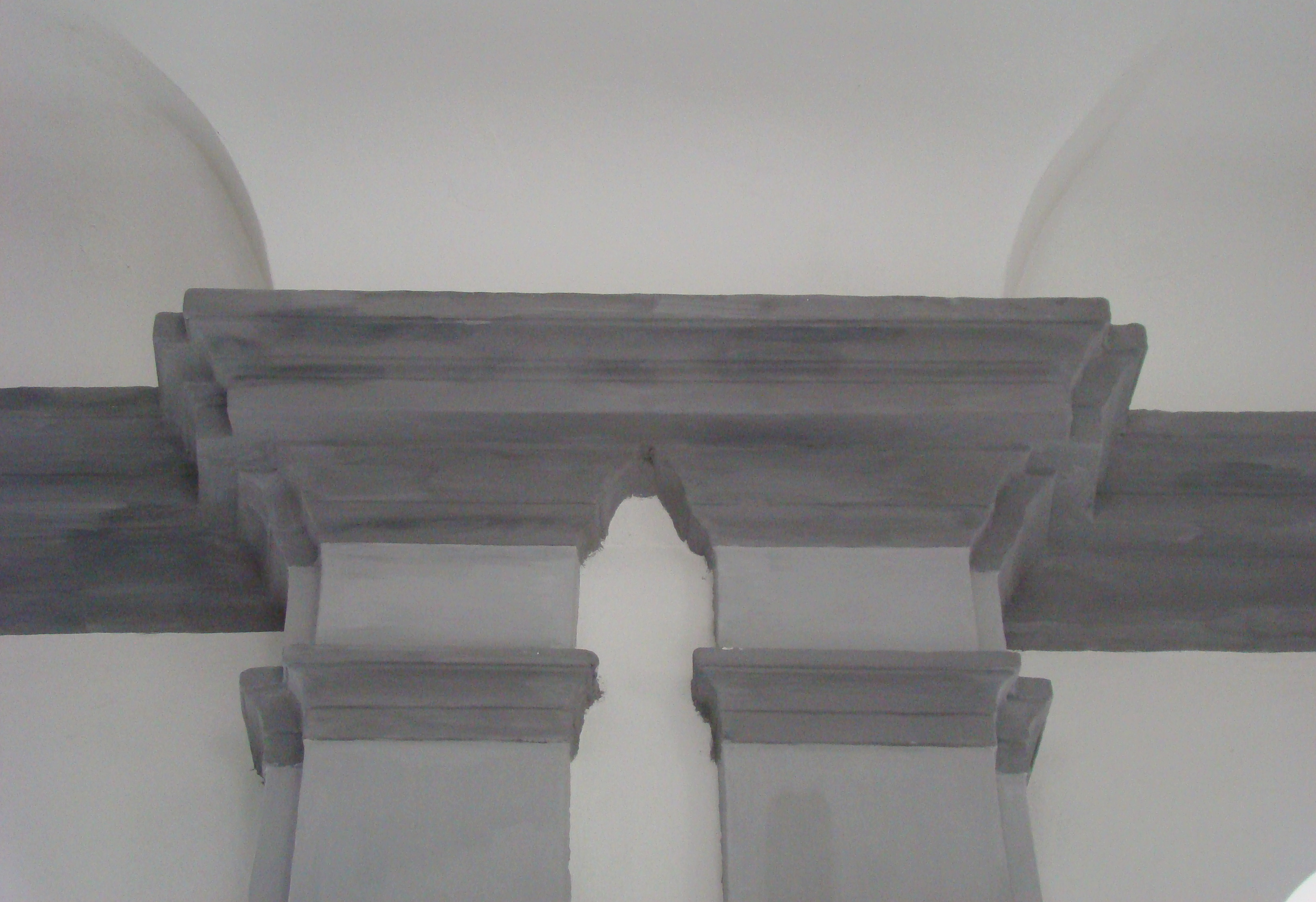
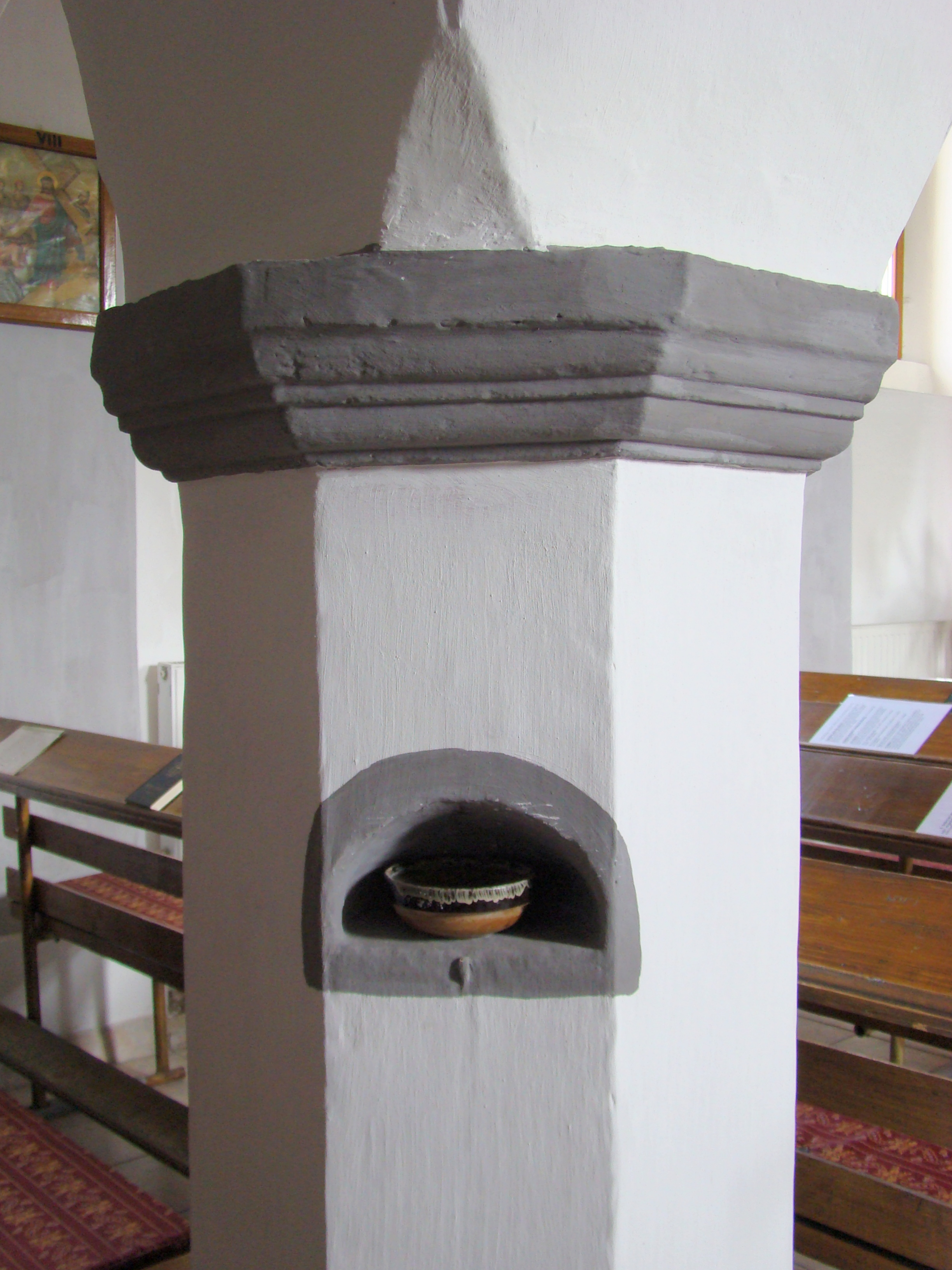
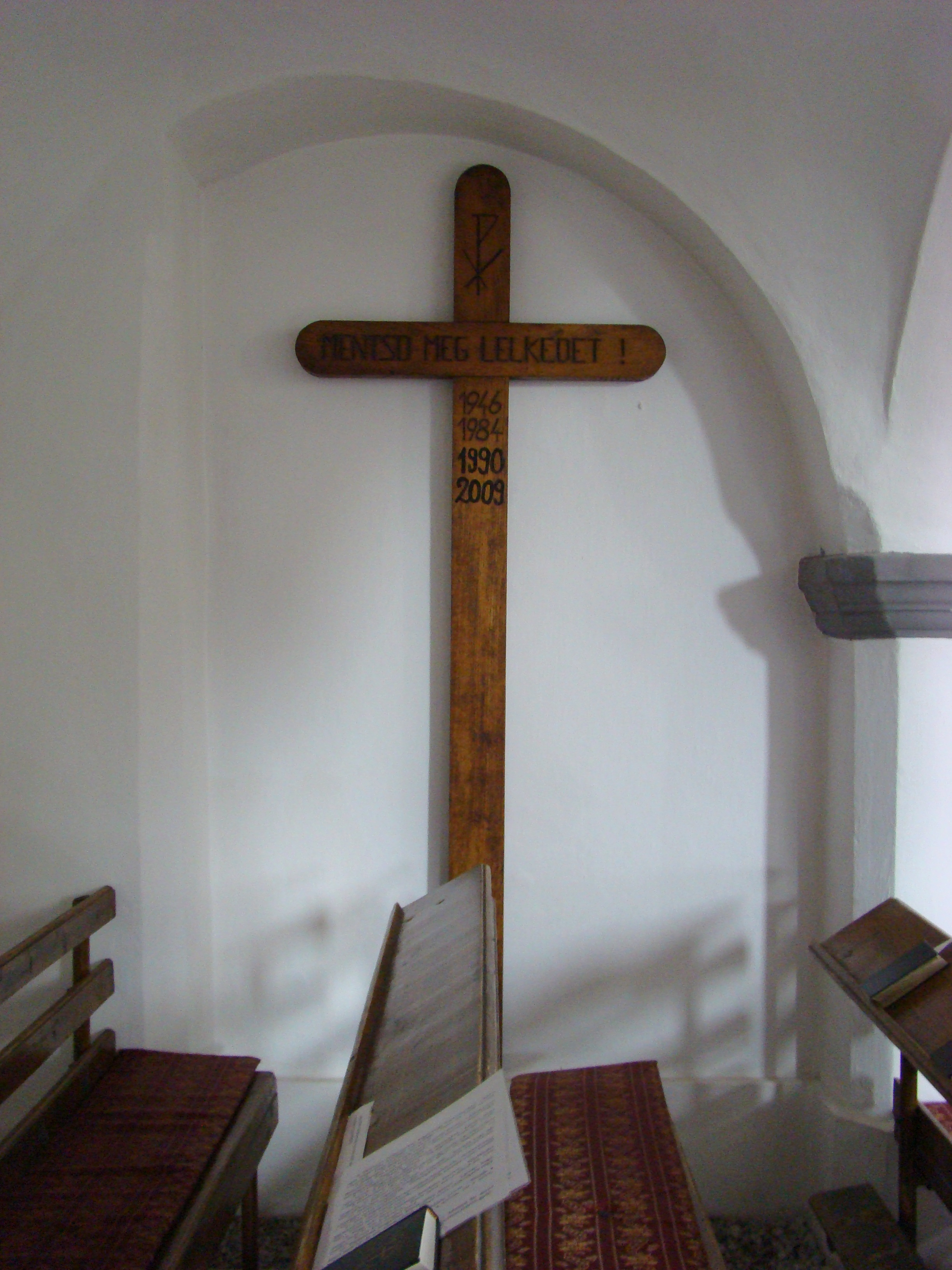
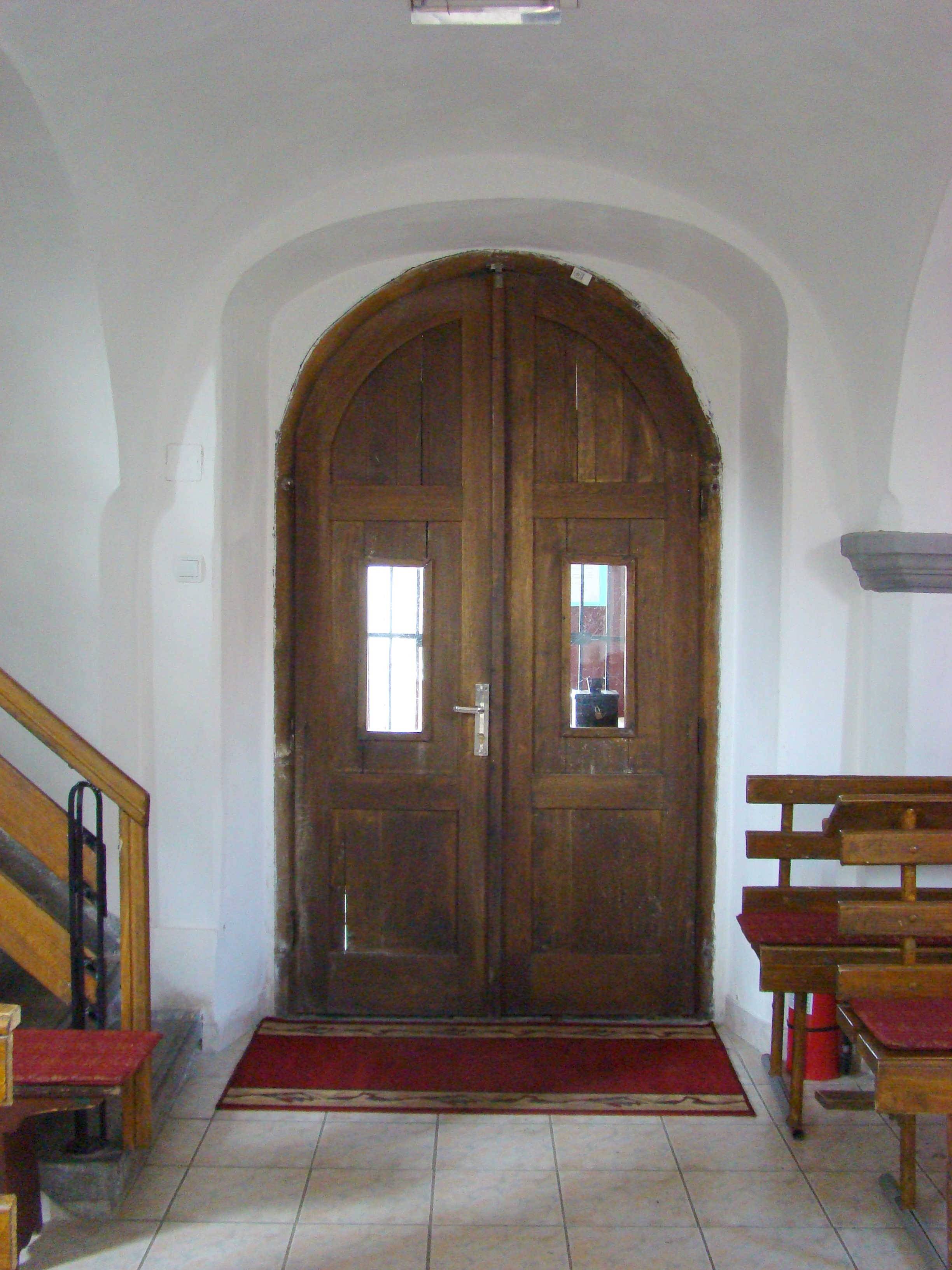